# ヴィーガニズム

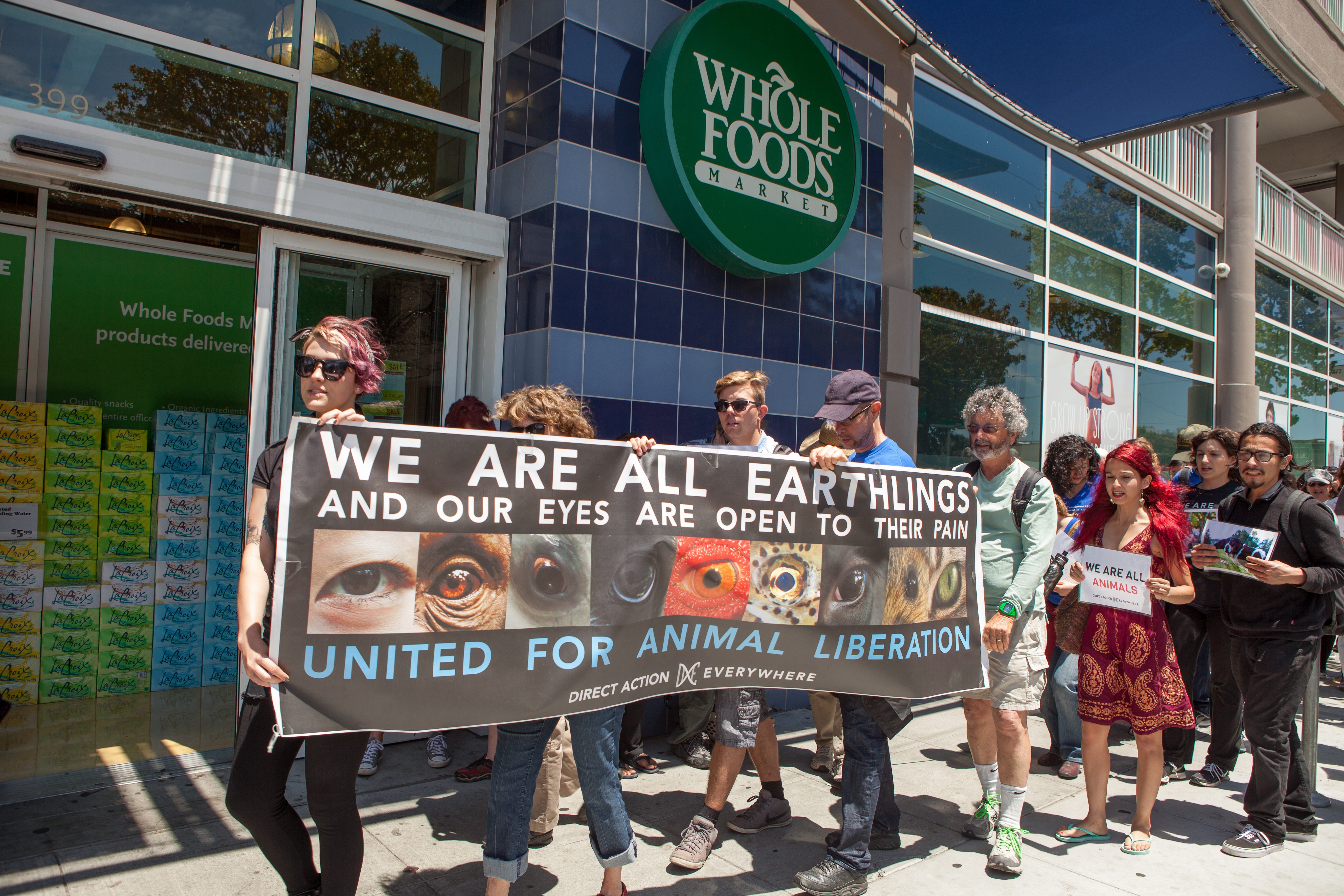
抗議活動の様子（2015年7月、サンフランシスコ内のホールフーズ・マーケット前）
ヴィーガンは健康ではなく動物の権利を第一とするため、動物の残酷な扱いに反対するほか、動物性食品だけでなく毛皮や皮革などのすべての動物製品、動物実験も拒否する

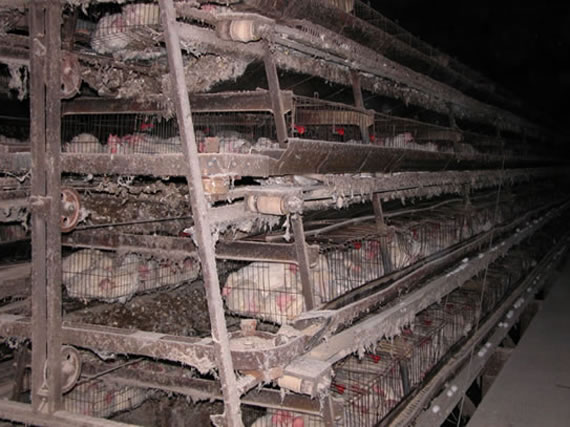
現代の集約畜産の様子
2005年撮影

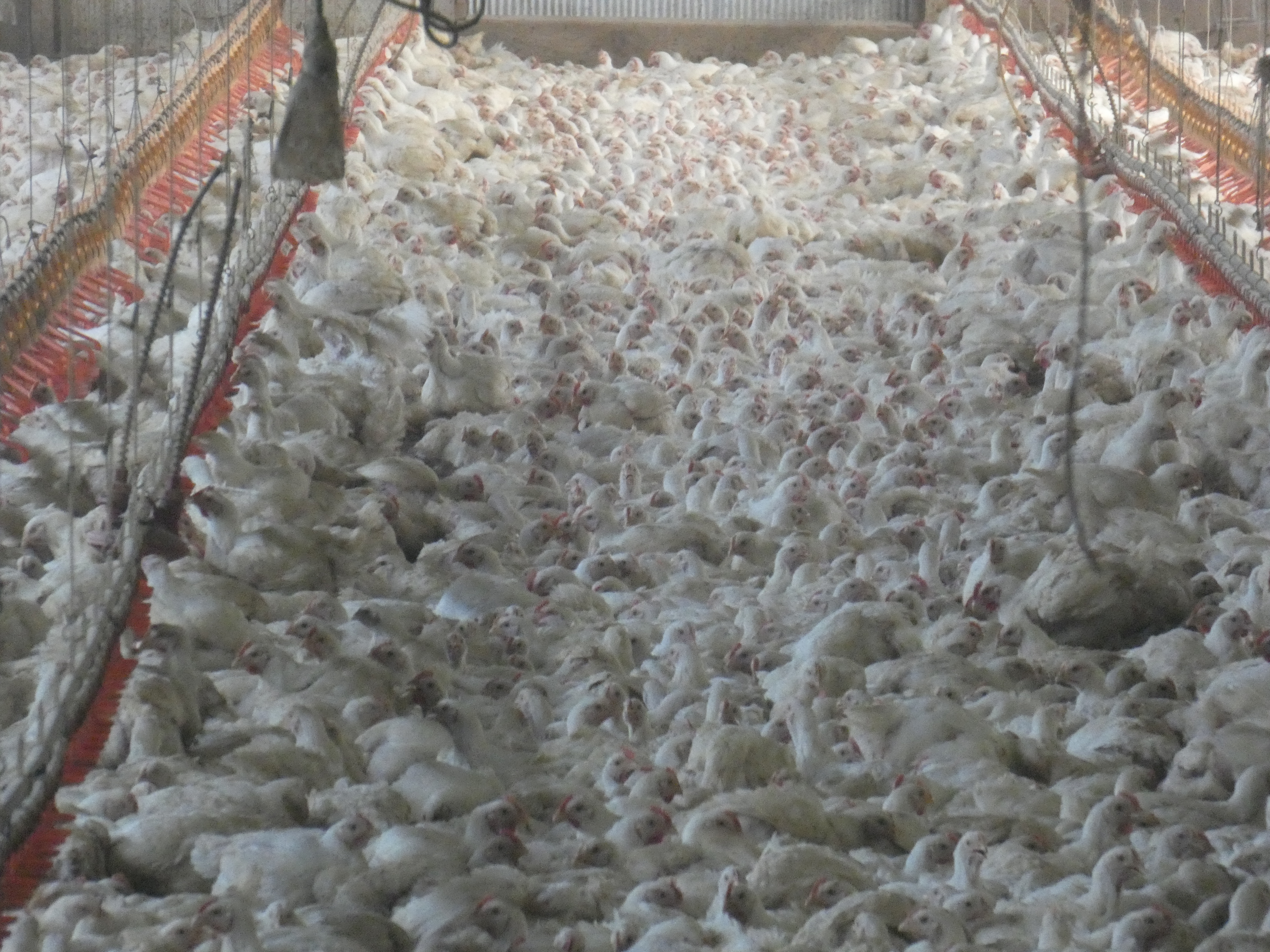
日本のブロイラー養鶏場 日本における平均飼育密度は約16羽〜19羽/m^{2}、最大で約22羽/m^{2}

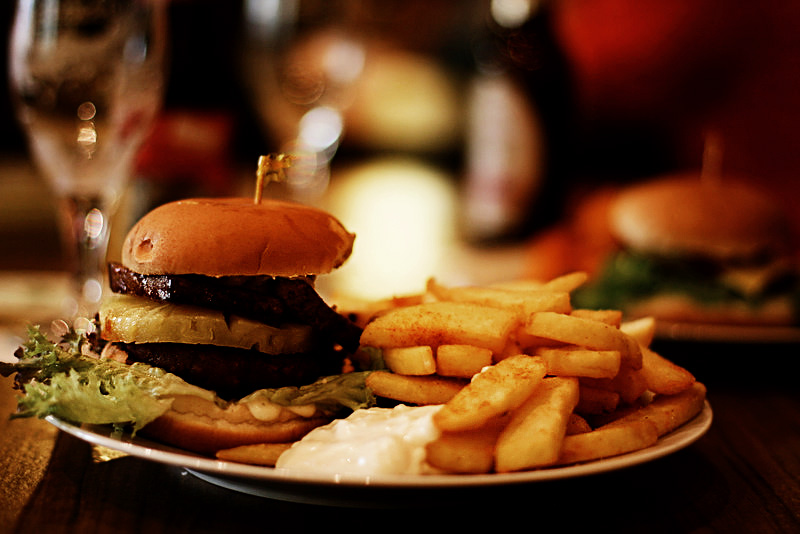
ヴィーガン・バーガー
ヴィーガンでいることとダイエット等用の除去食ブームは無関係のため、世界各地のコンフォート・フードのバリエーションが存在する。

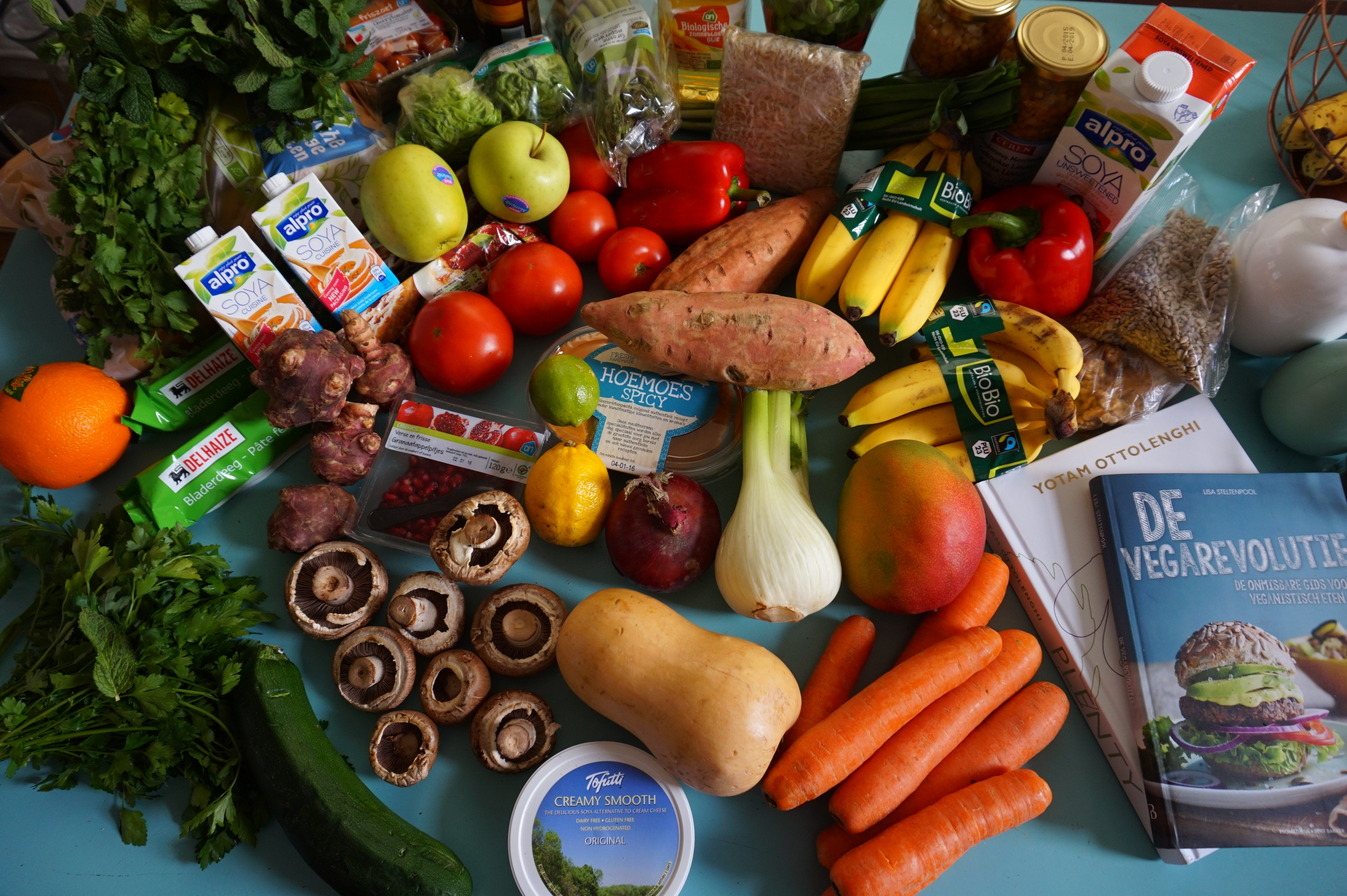
ヴィーガンが主に使う食材
肉や魚だけでなく、卵や乳製品、はちみつ、一部のビールやワイン等製造過程で動物が使用された食品もボイコットする。

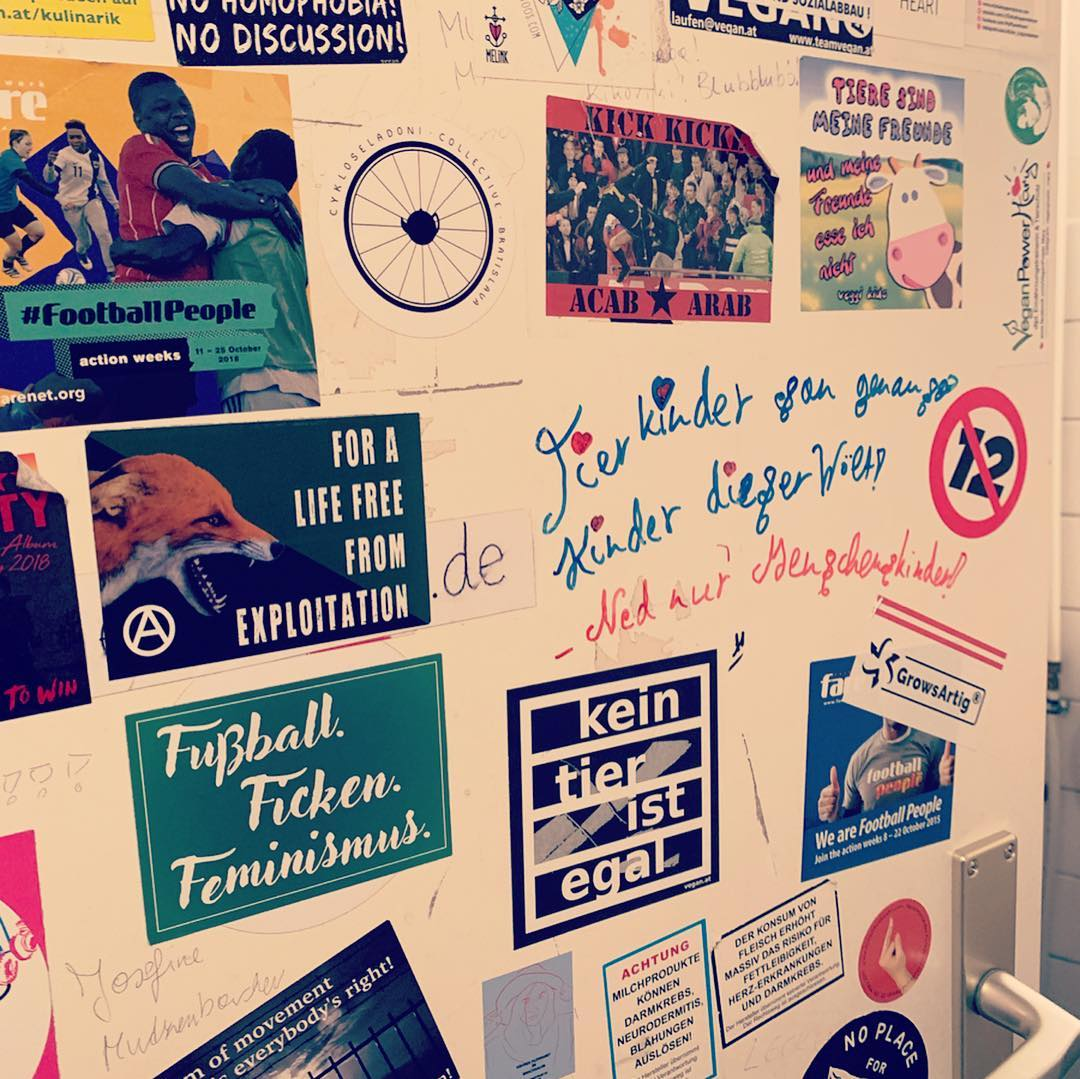
オーストリアに在るヴィーガン・スーパーマーケットのトイレ
支配からの解放を訴えるアナーキズムや反ファシズム、動物は人と変わらない事を訴えるステッカーが所狭しと貼られている。

ヴィーガニズム（英: veganism）とは、「人間は動物を搾取せずに生きるべきである」とする倫理的な原則であり、動物のいかなる用途での利用（食物、衣類、労働、娯楽、実験など）も拒否する道徳的立場である。
ヴィーガンという概念の発祥である「英国ヴィーガン協会」によるヴィーガニズムの定義はこれまで何度か見直されてきた。現在のヴィーガニズムの定義は、
「ヴィーガニズムとは、可能かつ実行可能な限り、食物、衣類、その他の目的のために動物を搾取し、虐待するあらゆる形態を排除しようとする哲学であり、生き方」である。
この思想は、1944年に設立されたヴィーガン協会（The Vegan Society）によって定義され、1951年には副会長レスリー・クロスによって明確に言語化された。クロスは、ヴィーガニズムを「動物の搾取をやめることを目的とした、人間と動物との関係の是正を求める主義」と定義し、単なる食習慣ではなく、動物を資源・手段・商品として扱う人間中心の思考そのものを否定する倫理運動であると位置づけた 。
ヴィーガニズムは、動物に対する自由と解放を求める思想であり、衣食住の選択はこの原則に従って派生するものである。健康や環境、福祉の観点ではなく、「動物は搾取の対象ではない」という絶対的な道徳的立場に基づいている。

## 概要
食生活においては菜食主義（ベジタリアン）とは異なり卵や乳製品などあらゆる動物由来の食物も避ける。思想としてヴィーガンを徹底している人は、動物性食品の摂取のみならず、ウール、毛皮等の革製品など動物由来の製品の使用を避けることを実践している。
ヴィーガニズムには、動物の権利運動と深い関わりがあり、英国ヴィーガン協会が「屈強なヴィーガン」と評したトム・リーガン（Tom Regan）の著した「The Case for Animal Rights（英語版）」は、現在の動物の権利運動における重要なテキストと認識されている。

### 種類
食を含むあらゆる目的で動物搾取虐待をできるだけ排斥しようというヴィーガニズムの他に食の除去範囲や頻度による区分もあり、肉を意識的に減らしているが摂取するフレキシタリアン（セミ・ベジタリアン、準菜食主義）、乳製品や卵は摂取するラクト・オボ・ベジタリアン、魚肉を除いた肉のみ食べないぺスカタリアンなどがある。
倫理を理由に完全菜食主義である場合は、エシカル・ヴィーガン (Ethical Vegan) と呼ばれる。美容や健康に良いと考えているために菜食主義を行う「健康のためにプラントベース」 (plant-based for health) の中には、ダイエタリー・ヴィーガン (dietary vegan) がいる。彼らの場合は食事は完全菜食主義であるものの革製品などは用いる者もいる。環境保全を理由に菜食主義を行う「環境のためにプラントベース」 (plant-based for the environment) 等があるが、各種を混同すべきではないという批判が強い。
ヴィーガニズムが動物の商品化を不可能でない限り排斥し、あらゆる目的での動物製品の使用を忌避するのに対し、プラントベース・ダイエット（菜食）は食事から動物製品を排除するだけにとどまる。また、環境保全目的で部分的にヴィーガニズムを実践する人々は、畜産業が環境を破壊しているため持続可能でないという考えから拒否している。ただ彼らの主張は、ヴィーガニズムの定義と全く乖離しており、とくに日本では商業主義者がヴィーガニズムを「消費者が買うことのできる出来合いのアイデンティティー」としてモラルハイジャックしているという指摘が海外のヴィーガンから上がっている。
「ヴィーガン・アライ」（Vegan ally）とは、自身はヴィーガンではないが、ヴィーガニズムの理念に賛同しサポートする人々で、ヴィーガン製品の選択やヴィーガンへの社会的理解促進に努める。
一方、「ノンヴィーガンへのアライ」とは、ヴィーガンでありながら、現代社会では動物を食べることが一般的な規範として受け入れられていることを認識し、ノンヴィーガンの人間性を尊重して緩やかな意識変革を目指す立場の人々を指す。

### ヴィーガン協会設立と思想の拡散
ヴィーガン (vegan) という単語は、1944年にヴィーガン協会の共同設立者であるドナルド・ワトソンによって造語され、ヴィーガン協会は卵や乳製品の摂取にも反対していた。1951年、ヴィーガン協会は「ヴィーガニズム」の定義を拡大し、「人間は動物を搾取することなく生きるべきだという主義」の意味だとした。1960年、H・ジェイ・ディンシャーはアメリカ・ヴィーガン協会を設立し、ヴィーガニズムをジャイナ教のアヒンサー（生物に対する非暴力）の概念に結びつけた。

ヴィーガン向けのレストラン

ヴィーガニズ厶は年々拡大を続けている。ヴィーガン向けのレストランも増加しており、ヴィーガンが運営するヴィーガン企業への出資も行われている。
全世界の人口がヴィーガンになると、食品関連の温室効果ガス排出量が2050年までに70%減少するほか、虚血性心疾患、脳卒中、2型糖尿病および悪性腫瘍の症例の減少により年間810万人が死亡せずにすみ、年間7,000億から1兆ドルの損失が防げるという研究がある。

## 訳語
日本語では国内外のメディアで「完全菜食主義」や「絶対菜食主義」と訳されている。米作家のマーク・ホーソーンは著書でヴィーガニズムは「菜食主義」ではなく「脱搾取」であると主張している。
医学系辞典や論文などでは、「食」のみに特化した訳語があてられている。『研究社 医学英和辞典第2版』では、veganの訳語を「完全菜食主義者（の） 超純粋派ベジタリアンの」としている。『栄養・生化学辞典 普及版』では「菜食主義者」の項に、「卵、乳は摂取する vegetarian と、それも拒否する完全菜食主義の vegan がある」と記載している。『英和・和英 栄養・食糧学用語集』では、vegan/veganismの訳語は「菜食主義/菜食主義者 【徹底した】」である。『医学書院医学大辞典第2版』では、新保愼一郎によって書かれた「菜食主義者」の項目に、「南アジアの厳格な殺生戒の仏教徒のように動物性食品を全く口にしない菜食主義者（ビーガン）〔ママ〕」とある。
『メイヨー・クリニック健康医学大事典』では「厳格な菜食主義者（絶対菜食主義者）〔ママ〕」とある。『家政学用語辞典』では、「厳格な完全菜食主義〔ママ〕」とある。
『医と食』の菜食主義者の類型を説明した論文では「ビーガン（ヴィーガン・vegan）〔ママ〕」という小項目に「ビーガンは、ストリクト・ベジタリアン、ピュア・ベジタリアン、トータル・ベジタリアンなどとも呼ばれます。『絶対菜食主義者』、『完全菜食主義者』という訳語をみることもあります〔ママ〕」と記載されている（『医と食』は、国立健康栄養研究所・理事長の渡邊昌が管理栄養士向け雑誌として創刊）。『Vegetarian research』に掲載された菜食主義者の類型を示す論文では、「vegan（ビーガン:純菜食、完全菜食）〔ママ〕」と記載され、しかるべき用語はビーガン協会など「ビーガン」で記載されている。

## 歴史

### ベジタリアンという言葉の誕生

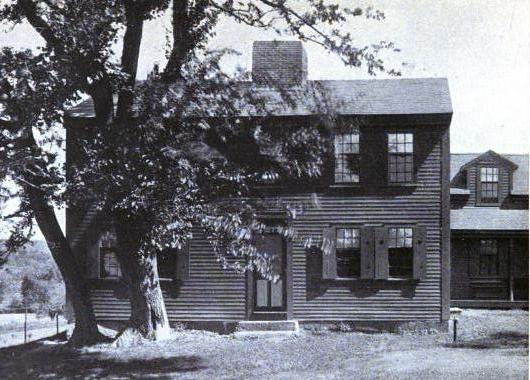
初期のヴィーガンの共同体であるフルーツランズは、1915年マサチューセッツ州ハーバードで設立された。

菜食主義は古代インドや古代ギリシアまでさかのぼることができるが、肉食を避ける人々の呼び方として「ベジタリアン」（vegetarian、菜食主義者）という英語が使われるようになったのは、19世紀に入ってからである。『オックスフォード英語辞典』では、この単語の初期の使用例として、1839年にイングランドの女優ファニー・ケンブルが米国のジョージアで使用した例を挙げている。この時期のベジタリアンという言葉では、肉だけでなく卵と乳製品も避けたり、いかなる目的でも動物の利用を避ける人々を指す言葉として使われ、より厳格な完全な菜食主義者も指していた。
このころ、ヴィーガンまたは厳格な菜食者のコミュニティを設立しようという試みが何度もあった。1834年、ルイーザ・メイ・オルコットの父で超越主義者として知られるエイモス・ブロンソン・オルコットは、アメリカ合衆国マサチューセッツ州ボストンに、厳格な菜食主義を実践するテンプル・スクールを建てた。オルコットはまた、1844年にマサチューセッツ州ハーバードにて、農業を含むあらゆる動物の利用に反対するためのコミュニティのフルーツランズを設立したが、こちらは7か月しか続かなかった。
一方、イングランドでは1838年にJames Pierrepont Greaves (1777-1842) がサリー州ハムにて、厳格な菜食主義を実践するためのコミュニティのオルコット・ハウスを設立した。その会員が1847年に全英ベジタリアン協会の設立に関わり、同年9月にケント州ラムズゲートのノースウッド・ヴィラで初の会議を開催した。なお、この時の会合で議長を務めたのはサルフォードの議員であるジョセフ・ブラザートンである。
その後、1850年にアメリカ合衆国で、1886年にオーストラリアで、1892年にドイツで、ベジタリアン協会が相次いで設立された。

### ヴィーガニズムへの移行

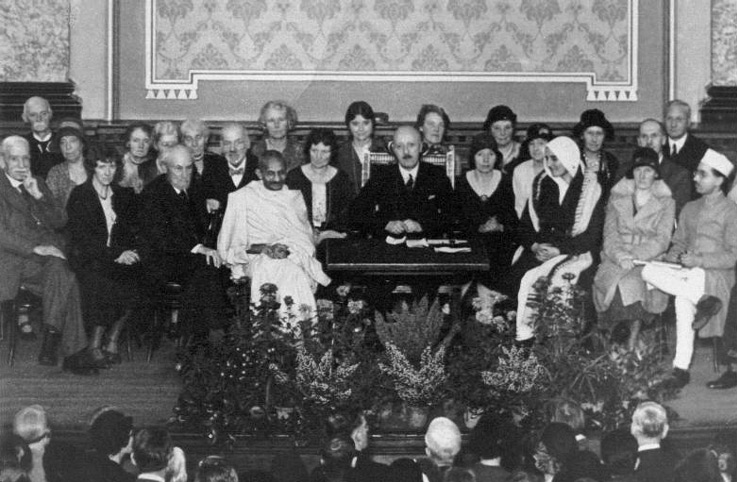
全英ベジタリアン協会の会合（1931年）
中央にいる白衣の男性がマハトマ・ガンジーで、彼の右側に座っているのがヘンリー・ソルト。

健康への影響からではなくむしろ道徳的側面から菜食主義を実践してきた者たちは、動物の利用を完全にやめようと議論しはじめた。全米ベジタリアン協会の1851年の会誌には皮革に代わる靴の素材についての議論が掲載された。
1886年、イングランドの運動家ヘンリー・ソルトが執筆した A Plea for Vegetarianism （菜食主義の請願）が出版され、道徳上、菜食主義は必須だと説いた。のちにソルトは動物福祉から動物の権利へパラダイム・シフトした最初の一人として知られるようになった。彼の著作はマハトマ・ガンジーにも影響を与え、二人は親しくなった。1910年には、英国史上初のヴィーガン向け料理本となるNo Animal Food: Two Essays and 100 Recipes（Rupert H. Wheldon著）が出版された。歴史学者のリア・レネンマン (Leah Leneman、1944-1999) は、1901年から1912年の間、協会の大多数が卵や乳製品に対する見解を同じくしていたと記している。協会内での見解は統一されないままだったが、1923年の会誌に「動物製品を断つことは菜食主義者として理想的な立場である」という内容の記事が掲載された。
1931年11月には、ロンドンでベジタリアン協会の会議が開催され、ソルトを含む会員約500人が参加し、マハトマ・ガンジーが The Moral Basis of Vegetarianism （菜食主義の道徳的基礎）という題で、健康のためだけではなく、道徳の問題として肉のない食事を勧めるのが、協会の使命であることを語った。ガンジーはロンドン留学当時のベジタリアンが食と病のことばかりを話題にしていたとし、次のように語った。

「健康上の理由から菜食を実践することは、一番ひどい方法です。病苦など、つまり単純に健康上の理由から菜食主義を実践する人の多くはこの食習慣から退却することにわたしは気づきました。菜食主義を貫くには、道徳的な基礎が必要なのです。」と宣う医者であった。

### オルタナティブ・ムーブメント

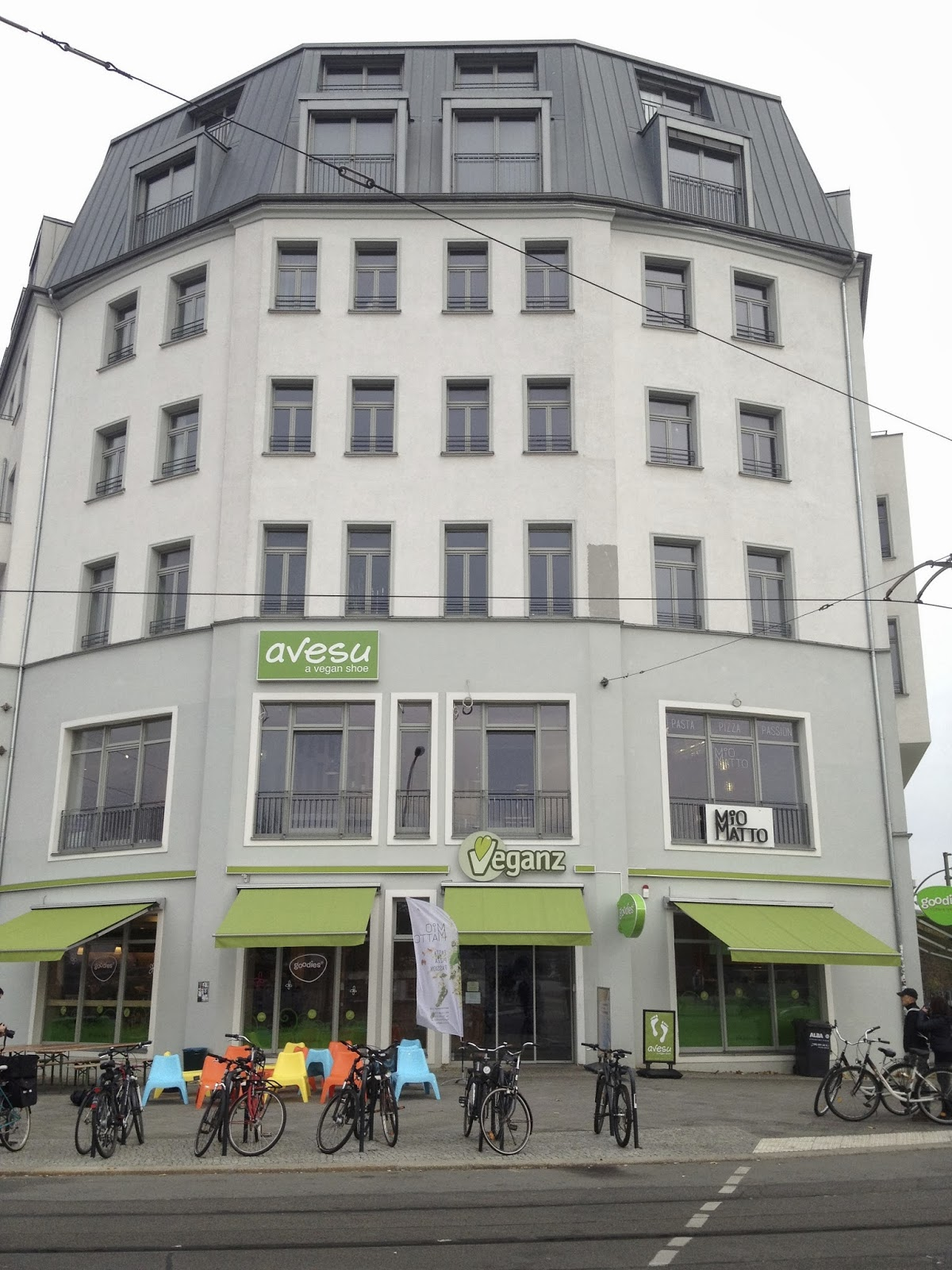
2011年にベルリンで開店した、ヨーロッパ初のヴィーガン向けスーパーマーケットVeganz

1960年代から1970年代にかけて、米国で高まった対抗文化、ヒッピームーブメントの流れを受けて、既存の食事、環境、農産物生産者への懸念を表明する菜食主義者たちの運動があらわれ、有機食品への関心が高まった。当時、最も影響力があった著作は、1971年に出版された「食物連鎖の頂点から降りること」を提案するフランシス・ムア・ラッペの「小さな惑星の緑の食卓」で、本書は300万部以上売れた。
1970年代後半以降、医学者ジョン・A・マクドゥーガルやコールドウェル・エセルスティン、ニール・バーナード、ディーン・オーニッシュ、Michael Klaper、Michael Greger、栄養学者コリン・キャンベルといった研究者らが、動物性脂肪や動物性タンパク質を中心とした標準的なアメリカの食生活が健康に悪いことを科学的に実証した。彼らは、代わりに低脂肪で植物中心の食事をとることによって、冠状動脈型の心臓病や糖尿病、ある種のがんといった生活習慣病を予防したり回復できるとしている。このような主張を行ったキャンベルの著書『チャイナ・スタディー』は、世界中の人々の食生活を変えた。
1980年代にはヴィーガニズムはパンク・ロックと結びついた。米国ではストレートエッジのハードコアパンク、英国ではクラスなどのアナルコパンクと関連するようになり、音楽的メッセージやライフスタイルによって大衆に影響を与えるようになった。この影響はイベントなどを通じて、21世紀の現在に至るまで続いている。

### 2010年代
2010年代に入ると、ヴィーガン料理の料理のメニューにヴィーガン向けの表示を掲載するレストラン・チェーンも登場した。
2010年には、オランダでベジタリアン向けに代替肉を販売する De Vegetarische Slager が開店し、2011年にはヨーロッパで初めてのヴィーガン向けスーパーマーケットがドイツで開店した。また、ドルトムントで Vegilicious という店が開店し、Vegilicious系列のスーパーマーケット Veganz が2011年にベルリンで開店、他地域にも店舗を展開している 。2013年、伝統的に肉料理がふるまわれてきたオクトーバーフェストで初めてヴィーガン向けの料理がふるまわれた。
2019年9月には、ヴィーガンと気候変動対策のためのETF（上場投資信託）が米国証券取引委員会に登録され、2020年1月から投資受付を開始され、同信託はアメリカの大企業のうちヴィーガンと気候変動に配慮した企業のみで構成され、動物性食品を取り扱う企業や動物実験を実施している会社の株は全て除外された。
イギリスでは、肉が多い食事と比較して、ヴィーガンは環境（土地・水利用、水質汚染、生物多様性）への総合的な影響を約70%減らせるという研究が出ている。

## シンボル

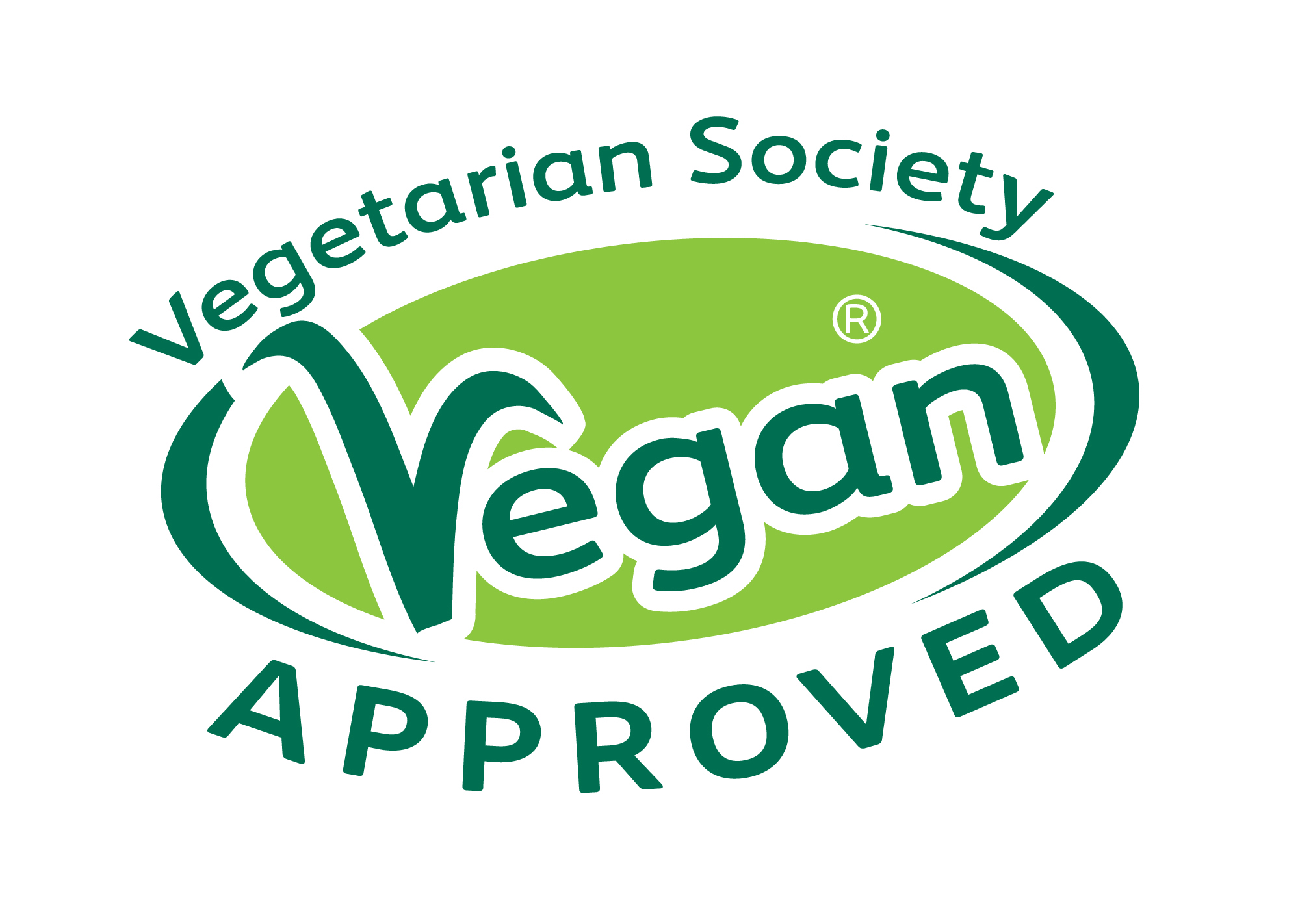
ヴィーガン協会が認定した商標
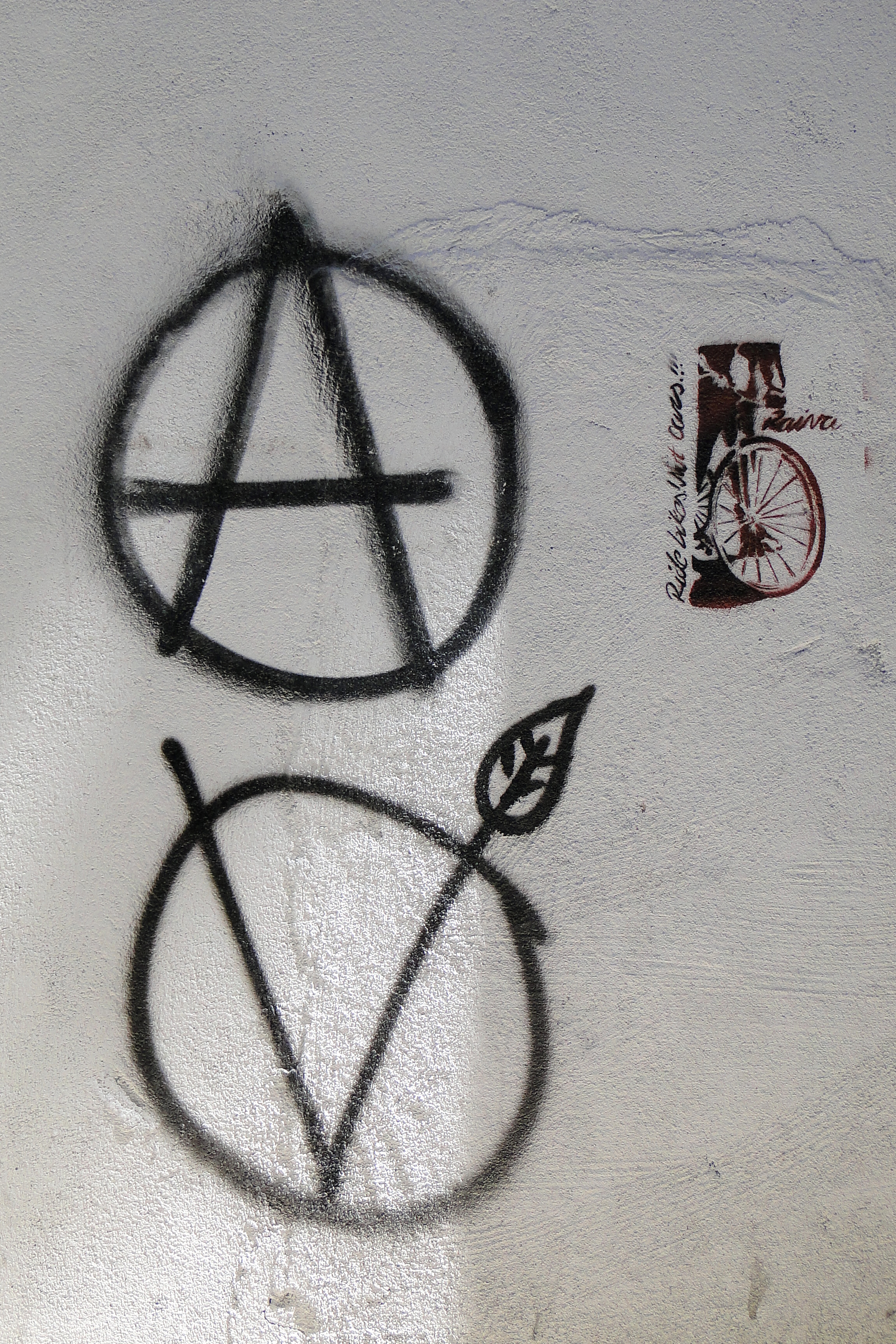
リスボンにあるグラフィティ
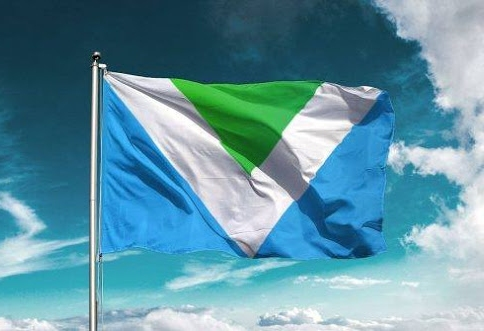
ヴィーガンフラッグ

## ヴィーガンの人口
2012年のギャロップの調査によると、アメリカ国民の2%がヴィーガンであると自認している。2017年にReportBuyerに掲載された記事ではアメリカ国民の6%がヴィーガンであるという。イギリスでは2007年の時点で、豆腐と肉の代用食品の売り上げが7億8,650万ポンドで、2012年に行われた政府の調査に対し2%の国民がヴィーガンであると自認していると回答した。
オランダ・ヴィーガニズム協会は、2007年の時点で全国民の0.1%にあたる1万6千人がヴィーガンであることを自認していると発表した。また、ドイツ・ベジタリアン協会は2013年の時点で、全国民約8200万人のうち、80万人がヴィーガンであることを自認していることを発表した。イスラエルでは2014年に行れた調査では、ヴィーガンであることを自認している人は全国民の5%近くであった。
| 国           | ヴィーガン (%) | データ調査年 |
| ------------ | -------------- | ------------ |
| カナダ       | 2.3%           | 2016         |
| フィンランド | 0.5%           | 2013         |
| ドイツ       | 1.6%           | 2018         |
| イスラエル   | 5%             | 2015         |
| イタリア     | 0.6% – 2.8%    | 2015         |
| 日本         | 2.4%           | 2023         |
| ポーランド   | 1.6%           | 2013         |
| ポルトガル   | 0.6%           | 2017         |
| スロベニア   | 0.3% – 0.5%    | 2007/2008    |
| スペイン     | 0.2%           | 2017         |
| スウェーデン | 4%             | 2014         |
| スイス       | 3%             | 2017         |
| イギリス     | 7%             | 2018         |
| アメリカ     | 6%             | 2017         |

現在、世界3か国を除く全ての国（北朝鮮、バチカン市国、エスワティーニ（スワジランド）以外）の消費者がVeganuary運動(ヴィーガニズムを奨励する運動)に参加しており、2014年にこの運動が始まって以来、参加者は毎年二倍以上増えている。推定で人口の3 - 10 %は肉を食べない。

## ヴィーガンの著名人

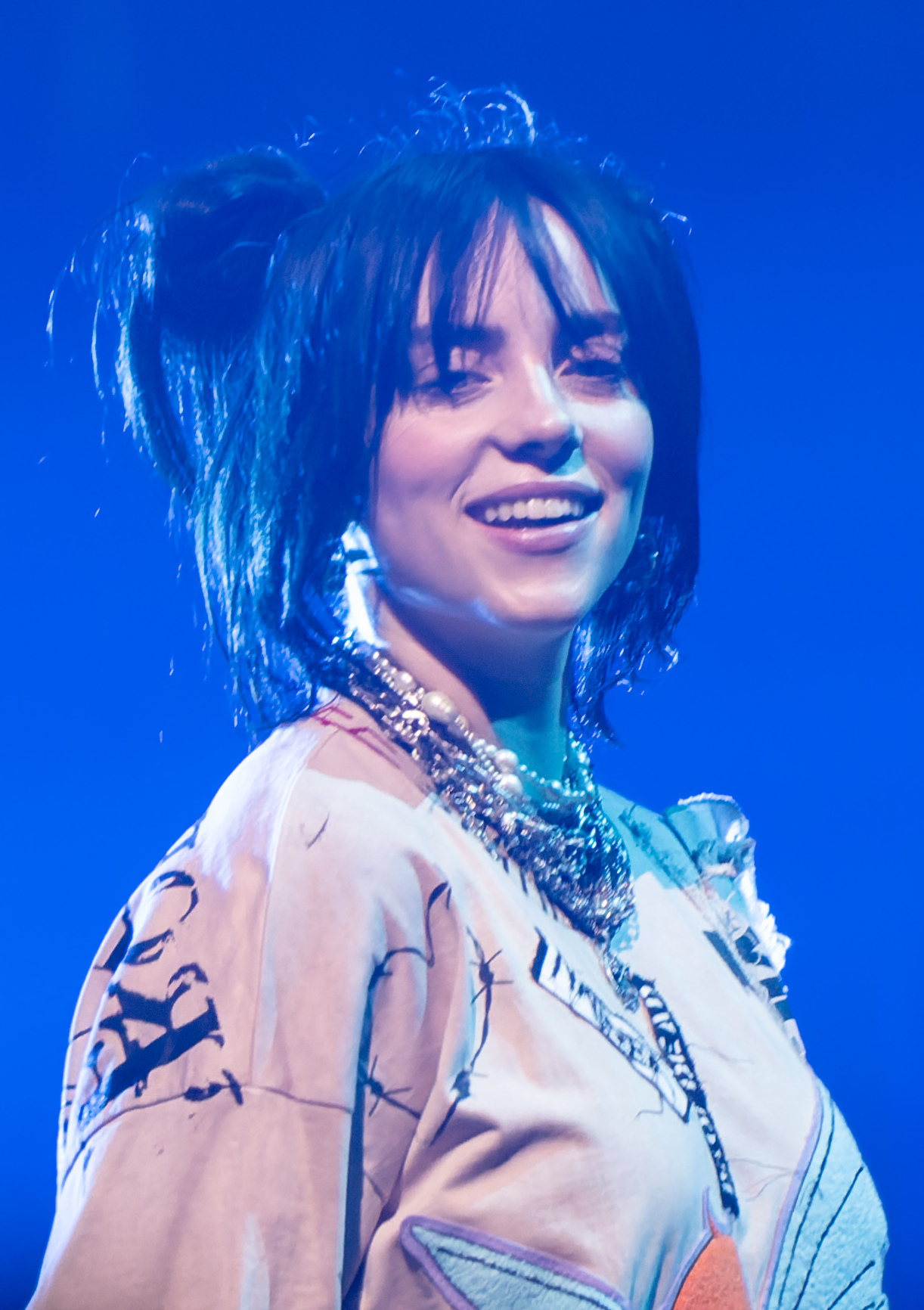
ビリー・アイリッシュ

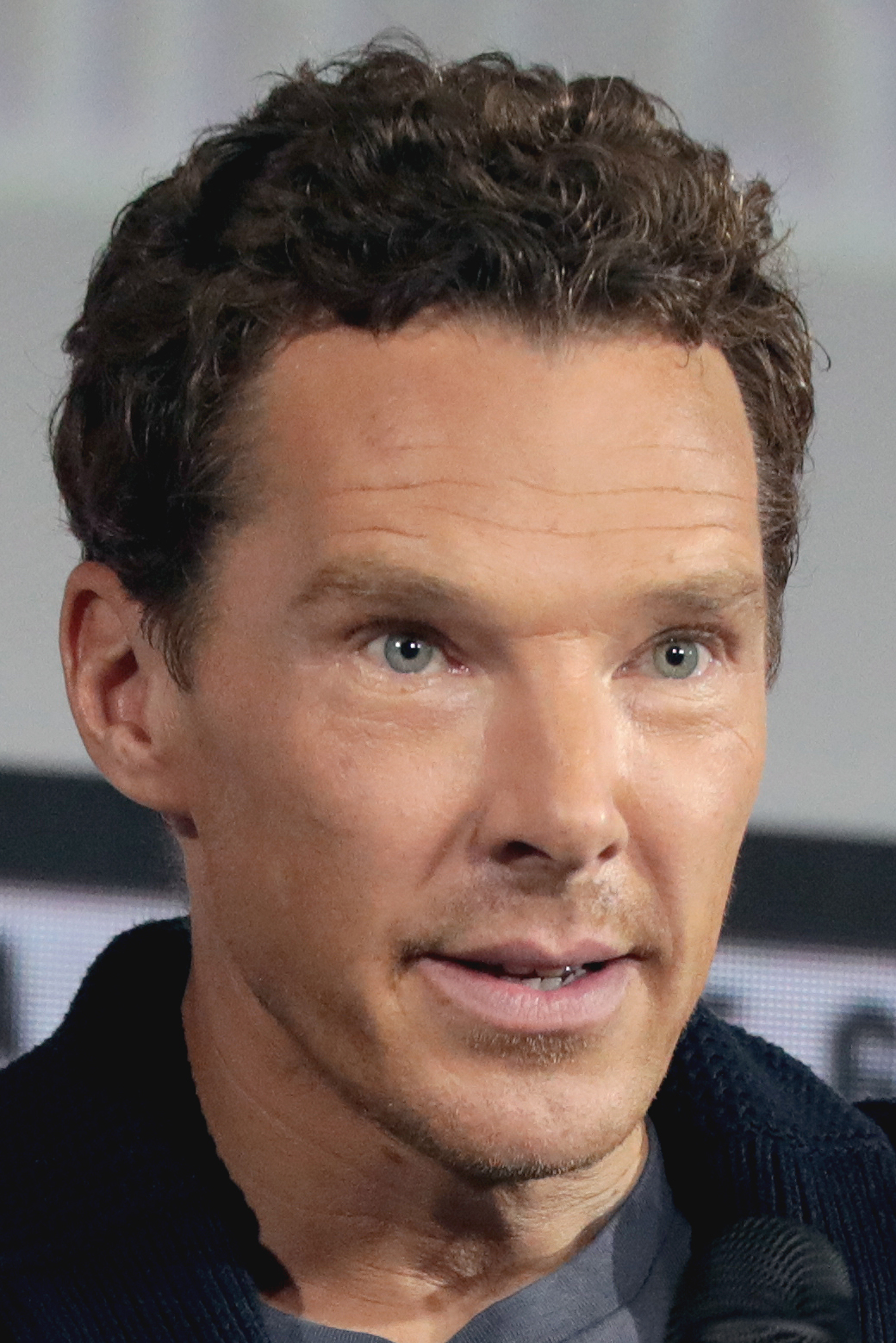
ベネディクト・カンバーバッチ

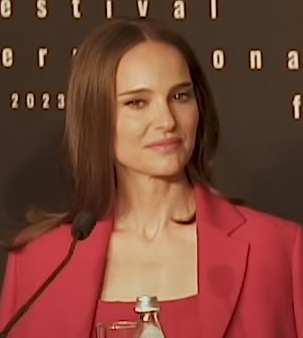
ナタリー・ポートマン

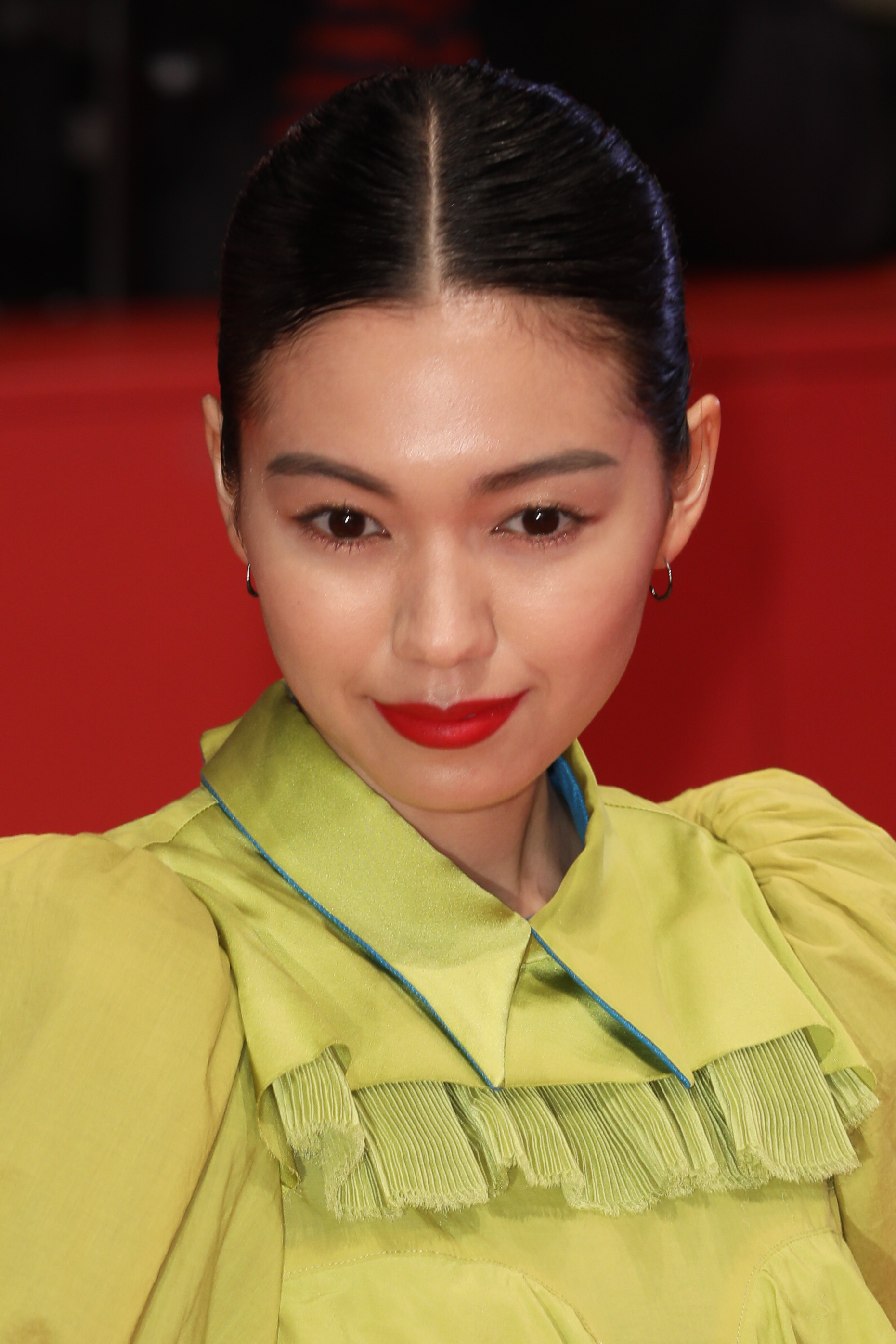
二階堂ふみ

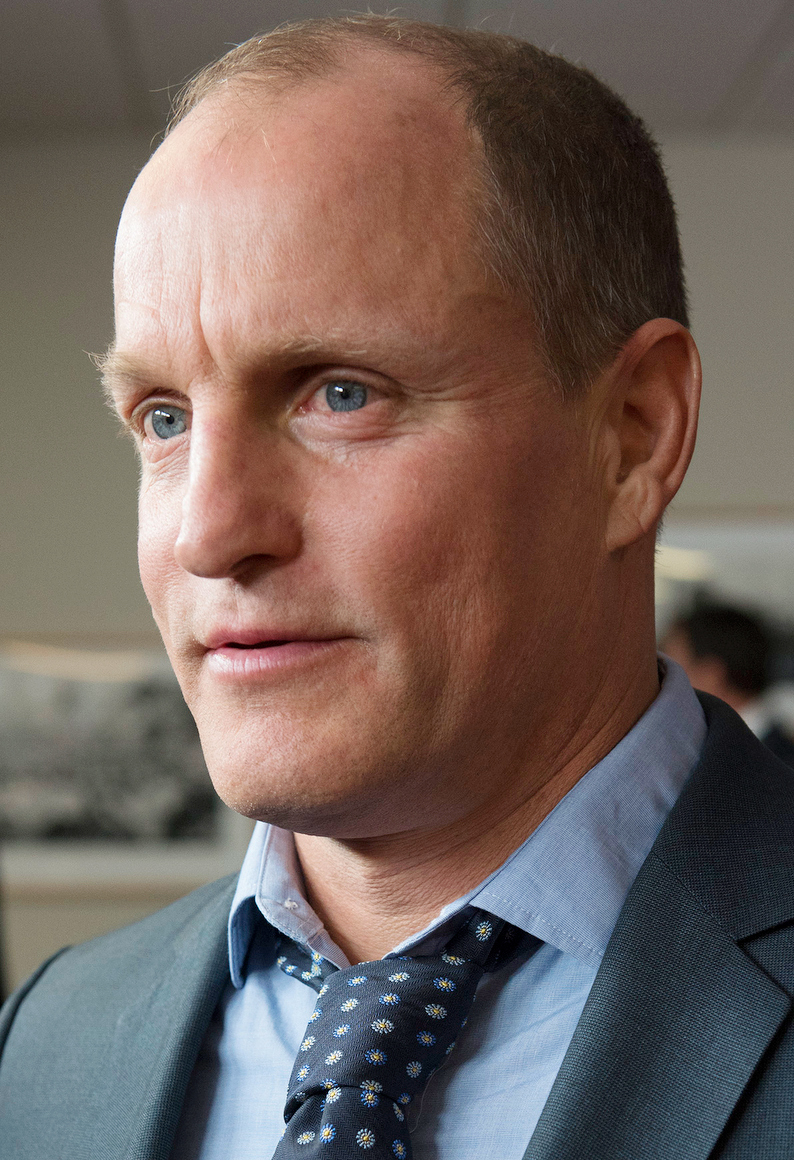
ウディ・ハレルソン

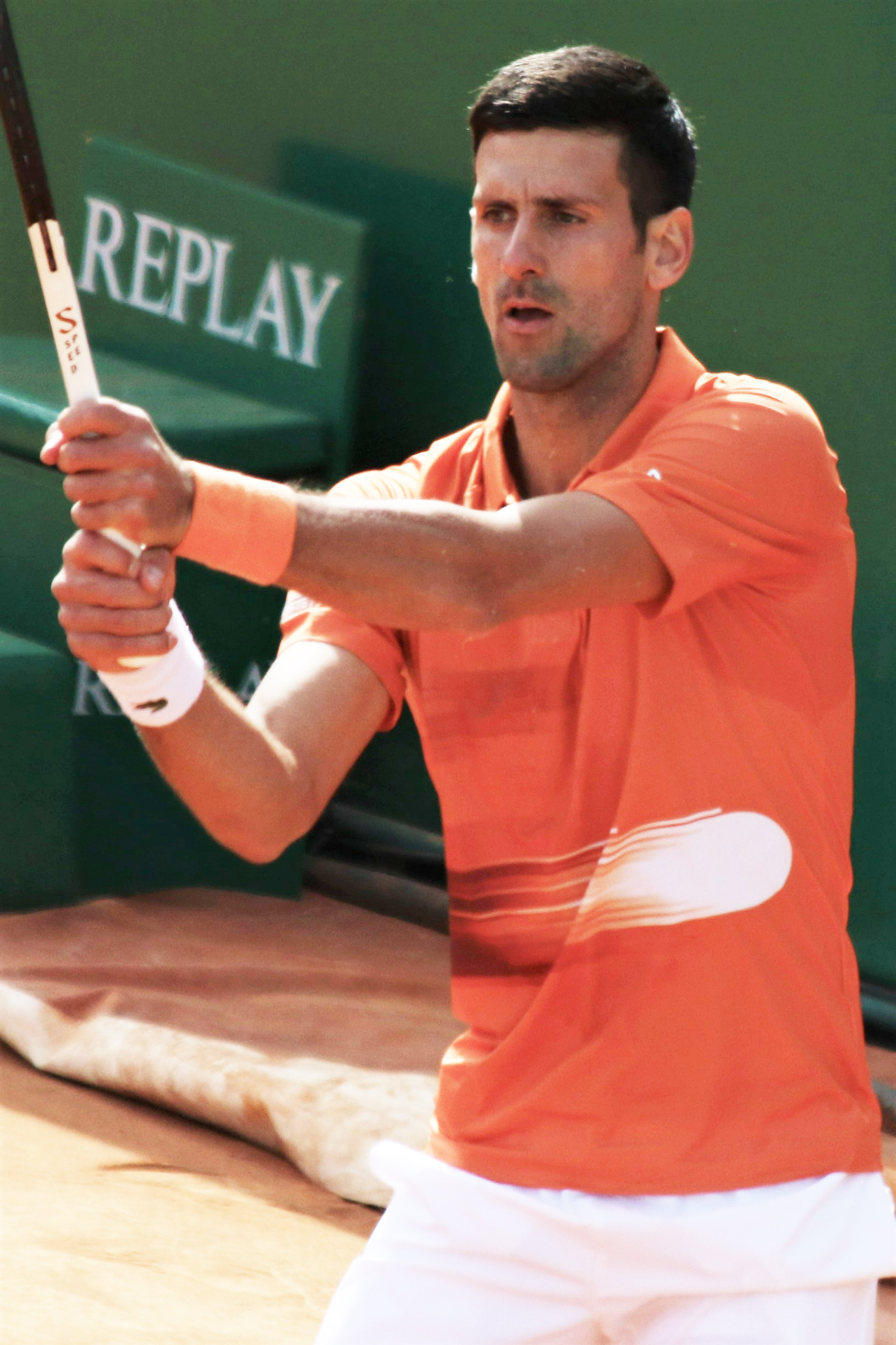
ノバク・ジョコビッチ

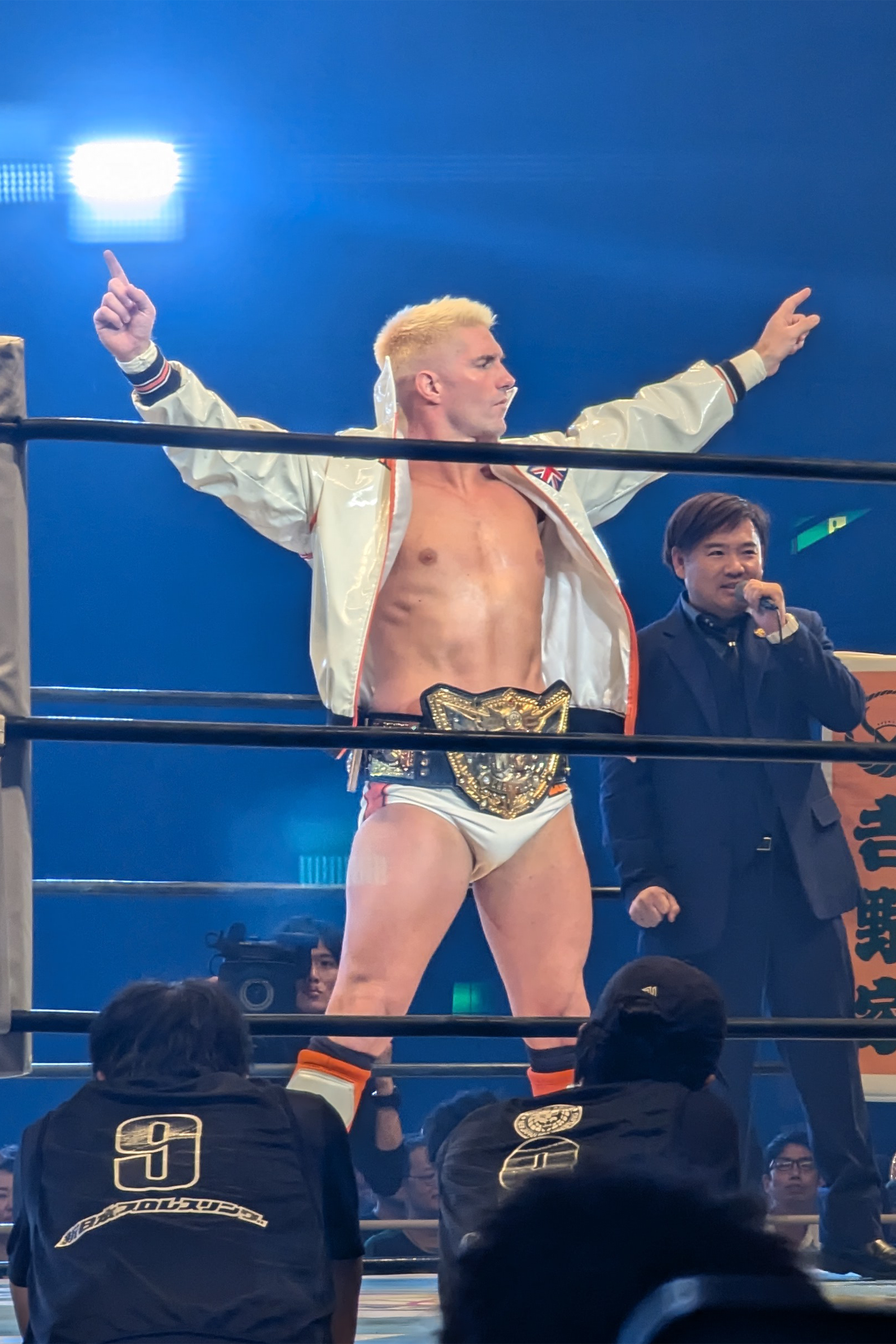
ザック・セイバーJr.

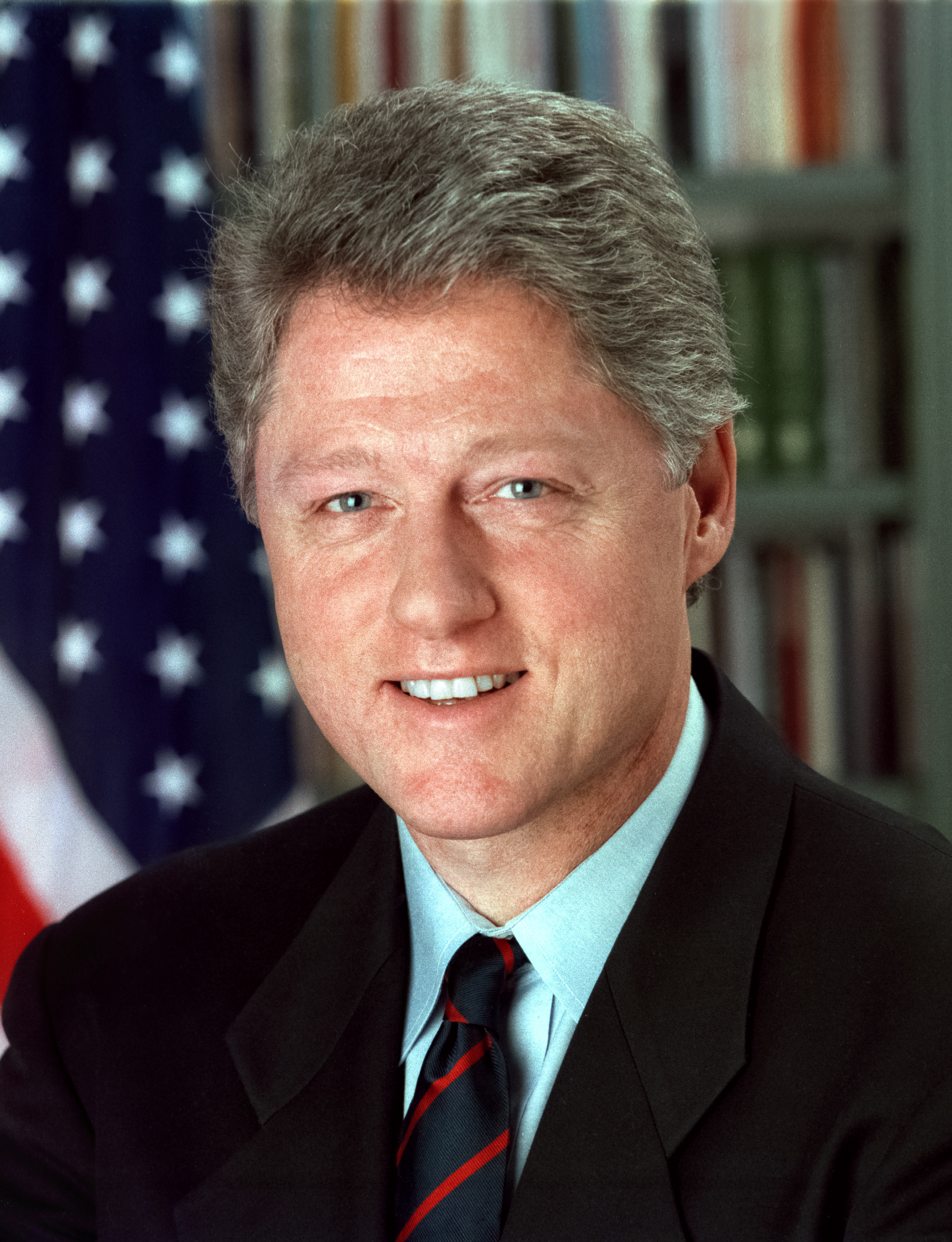
ビル・クリントン

- ビリー・アイリッシュ

ミュージシャン。12歳の時からヴィーガンを実践。ラグジュアリーブランドに「毛皮を使用しないでほしい」と嘆願し、毛皮廃止を実現させたほか、自身のオンラインサイトで様々なヴィーガン製品を立ち上げている。インタビューでは「私個人としては、動物たちがおかれてる過酷な状況を見て見ぬふりができないのです」と答えている。
- アリアナ・グランデ

ミュージシャン。2013年にドキュメンタリー映画『フォークス・オーバー・ナイブズ～いのちを救う食卓革命』を観てから、もともと動物好きなこともあり、ヴィーガンになった。
- 秋田昌美

Merzbow名義で活動する日本のミュージシャン。2003年にヴィーガンとなった。現在では、動物の権利を保護する活動（PETAなど）にも積極的に参加している。
- サンプラザ中野くん

日本のミュージシャン。妊娠ストールの母豚を見てショックを受け、ヴィ―ガンになることを決意。30歳を過ぎてから肉を食べなくなり、次第に魚や乳製品も断ってヴィーガンとなった。本人は、「ヴィーガンになってから精神が落ち込まなくなり、気分も良好」と語っている。
- ブライアン・メイ

ミュージシャン。ロックバンド・クイーンのギタリスト。何年も動物愛護家として活動しており、2020年からヴィーガンに。インタビューでは「他の動物類を虐待せずにすむように、我々の世界を見直すべきだと思う」と発言している。
- トラヴィス・バーカー

バンド「ブリンク 182」の元ドラマー。健康管理のためにベジタリアン、続いてヴィーガンになった。動物が好きで、動物の権利団体PETAの「動物のために声を上げよう」キャンペーンに参加し、インタビューに対して「豚はとても賢い。いまだに人々が豚を食べているなんて信じられない」と答えている。
- ソニン

歌手、俳優。著作『ソニンの美・ヴィーガン』を出版。ヴィーガンに対する固定観念を崩したいという思い。そして、食に対する知識をもつことの大切さを伝える。
- ベネディクト・カンバーバッチ

俳優。2018年にヴィーガンになったこと、そのライフスタイルを愛していることを明かした。
- ナタリー・ポートマン

俳優。「動物は食事ではなく感情のある生き物だ」という考えから9歳の時ヴィーガンになった。動物の権利団体PETAのビデオで主演し、工場畜産の問題をテーマにしたドキュメンタリー映画『EATING ANIMALS』の、制作とナレーションを務めた。2025年、国際エキスポに登壇し、採卵鶏や乳牛からの暴力的な搾取に言及し、一日三回の食事のたびに地球や動物のために意思表示ができると述べている。
- トビー・マグワイア

俳優。2009年にヴィーガンになった。インタビューで「“肉が食べたい”と思ったことは一度もないんです。むしろ、子供の頃は、肉を食べるのが本当に辛かった」「肉を食べる人を批判するつもりはないけれど、なんとなく嫌なんです」と述べている。また、自宅に入る人には革製品を取り除いてもらうようお願いしている。
- 二階堂ふみ

日本の俳優、タレント。フェレットと一緒に暮らすようになってからアニマルライツのことを気にかけるようになり、毛皮（ファー）や皮革（レザー）製品、羽毛産業などの現状を知り、ぺスカタリアンとなった。現在では動物愛護だけでなく環境負荷や児童労働など人権問題に関しても、啓蒙活動を行っている。
- ホアキン・フェニックス

俳優。動物の権利団体PETAのサポーターであり、映画『ジョーカー』でアカデミー主演男優賞を受賞した際、「この機会を声なきもののために」と述べ、畜産利用される乳牛の窮状に言及し、「動物の権利やジェンダーの不均衡や人種差別は、不正義に対する戦いなんだ」とスピーチした。
- リバー・フェニックス

俳優。弟のホアキン同様、子供のころからヴィーガン。熱帯雨林を購入するなどの環境保護活動家であると同時に動物の権利の擁護者であった。
- セイディー・シンク

俳優。卵産業や乳製品産業で何が起きているかを知り、動物性の食品をきっぱりやめたと語っている。
- ウディ・ハレルソン

俳優。30年以上ヴィーガンであり、2019年、動物の権利団体PETAと協力して、テキサスで毎年開催される豚のロデオに抗議した。
- メナ・マスード

俳優。2019年の映画『アラジン』でアラジン役を演じたことなどで知られる。「Evolving Vegan」というコミュニティを立ち上げ、同名の本も出版した。
- キリアン・マーフィー

俳優。2023年公開の『オッペンハイマー』でアカデミー賞主演男優賞を受賞。倫理的な理由と健康上の理由からヴィ―ガンになることを選んだとインタビューに答えている。
- 未来リナ（元Little Glee MonsterのLINA）

モデル。摂食障害と鬱をきっかけに、ヴィーガンになる。インタビューに「お肉を買うとき、どんな飼育環境で育てられたかを知った上で選んだり、動物実験をしていないメーカーの化粧品を使うようにしたり。（中略）ベストな選択をしていく。」と答えている。
- 小松原美里

アイスダンス北京五輪代表。子宮付近に腫瘍ができたことがきっかけでヴィーガンになった。スケート靴も非動物性の「ヴィーガンレザー」を使用しており、この靴で銅メダルを獲得している。
- 一ノ瀬メイ

競泳リオパラリンピック代表。環境問題から学んでいくうちに種差別の加害者であったことに気づいてショックを受けたことからヴィーガンになった。
- 近江谷杏菜

日本のカーリング選手。Netflixのドキュメント『ゲームチェンジャー: スポーツ栄養学の真実』を観たことをきっかけに、ヴィーガンを実践するようになった。ヴィーガンになってから、トレーニング後に体が疲れにくくなったとインタビューで答えている。
- ノバク・ジョコビッチ

ビッグタイトルを、史上最多の63獲得しているテニスプレイヤー。ヴィーガンになった理由は「倫理的なものだ」とし、動物の屠殺に耐えられないこと、気候変動への配慮などを挙げている。しかし自身へのヴィーガンというラベル付けはしばしば誤解され、誤用される可能性があるために好まず、またヴィーガンという言葉も好きではないため、自身は「プラント・ベース」と呼ばれるのを好むとしている。
- ザック・セイバーJr.

イングランドのプロレスラー。
- ビル・クリントン

第42代アメリカ合衆国大統領。胸の痛みを訴え、詰まった動脈を開く手術を受けたことをきっかけに、ヴィーガンとなる。クリントンは、「もしヴィーガンになっていなければ生きていなかった」と語っている。
- ユヴァル・ノア・ハラリ

イスラエルの歴史学者。ハラリは、自身がヴィーガンになった経緯について次のように語っている。「『サピエンス全史』を執筆しているとき、動物たちが食肉産業や酪農産業でどんな扱いをされているかについて詳しくなった。私はとても恐ろしくなり、これ以上そのようなことに加担することはしたくないと思った」。
- セサール・チャベス

アメリカ合衆国の労働運動家で、全国農業労働者協会（National Farm Workers Association，略称 NFWA）創設者。1993年に死去するまで、集団的な抗議行動をする権利が法的に認められていないという特殊な立場に置かれていた農業労働者の地位向上に努めた。チャベスは動物のための正義についても強い思い入れを持ち、死去までの25年間をベジタリアン（そしてヴィーガン）として過ごし、思い遣りと正義の大切さを伝え続けた。
- アンジェラ・デイヴィス

アメリカ合衆国の学者・活動家。「黒人差別と動物差別は同根だ」として、自身がヴィーガンであることを明言している。また「差別問題を解決したいのなら、ヴィーガニズムは避けることはできない」と主張している。
- ティク・ナット・ハン

ベジタリアンとして知られているベトナムの禅僧活動・活動家。しかし、「ベジタリアンでいるということは、乳製品や卵も消費しないことを意味します。なぜならそれらは畜肉業界の生産物だからです。もし私たちが消費をやめれば、彼らは生産をやめます。集団的自覚のみが行動への充分な決意を創り出すのです。」と述べており、本来ヴィーガニズムと同義の、健康も環境もスピリチュアルも似非科学も一切関係ない通常のベジタリアニズムを主張していることから、ヴィーガンと認められる。
- ゲイリー・フランシオン

アメリカ合衆国の法律学者。Rutgers School of Law-Newark大学の法律教授。で動物の権利の理論の草分け的存在として知られており、動物の権利をアメリカの法律大学で初めて学術的に教義した。非人間種＝動物に必要な権利とは、人間の所有物やモノにならない権利のことで、その道徳のベースラインであるヴィーガニズムの実践と教育で達成できると主張している。
- マーク・ベコフ（英語版）

アメリカ合衆国の生物学者、動物習性学者、行動生態学者、作家。ジェーン・グドール・インスティテュート共同創業者。コロラド大学ボルダー校でエコロジーと進化生物学の教授を32年間勤め、現在は同校の客員教授。「基本的公平性から見て、ヒトと動物の違いに道徳的関連性は無い。」「ヴィーガンの倫理観は食べ物にだけ向けられておらず、むしろ普段の生き方全てに当てはまるものである。」と主張している。
- トム・リーガン

アメリカ合衆国の哲学者。1967年から2001年まで、ノースカロライナ州立大学で教鞭をとった。英国ヴィーガン協会が「屈強なヴィーガン」と評している。著書、「The Case for Animal Rights（英語版）」は、現在の動物の権利運動における重要なテキストと認識されている。
- ウィル・キムリッカ

カナダの政治学者。カナダ・クイーンズ大学哲学部教授。20年以上ヴィーガンであり、市民権、少数派の権利の視点からパートナーのスー・ドナルドソンとともに『Zoopolis: 人と動物の政治共同体 －「動物の権利」の政治理論』を上梓し、「拡張された動物の権利論」に基づく新たな枠組みを示している。

## 各国・地域・民族のヴィーガニズム

### アメリカ
アメリカでは、ヴィーガンの比率は2009年には1％であったが、2013年には2.5％、2017年には6％と10年弱で6倍になっている。
2018年にはマクドナルドがヴィーガン対応のバーガーをアメリカ本国でも発売することを決定した。Android P Beta 2でGoogleの絵文字がアップデートされた際には、サラダの絵文字から卵が除かれヴィーガン対応のサラダの絵文字になった 。ニューヨーク市は、公立病院でヴィ―ガン食を標準メニューとして提供している。

### インド
国民の大多数はヒンドゥー教徒である。古代、バラモンたちは生物を殺して得られる食物を、「暗黒」に由来するターマシクと呼び、「精神を乱し、怠惰や攻撃性、性欲を増す食べ物」と考えた。人口の3割弱が菜食主義者(ベジタリアン)であり、世界最大の菜食主義国である。ただし、牛乳好きな国民性なために動物性食品を一切とらない「ヴィーガン」はインドには少ない。食料品には必ず「ベジマーク (菜食)」と「ノンベジマーク (菜食でない)」がついている。ジャイナ教徒は完全菜食主義者である。インド国内で食肉関連の業者や肉食者にはイスラム教徒やキリスト教徒が多い傾向にある。牛乳消費量と生産量は世界一である。

### 中東
2022年1月、中東初のヴィーガン・フード・フェスティバルがドバイで開催された。投資家で起業家でもある、サウジアラビアの王子Khaled bin Alwaleedはヴィーガンで、昔はトロフィーハンティングをやっていたが、現在は動物園にも反対、植物ベースの食料システムに投資し、ソーシャルネットワークで動物擁護団体PETAをリツイートするなどして、積極的に動物の権利を発信している。

### 台湾
中華民国では台湾素食という菜食文化があり、台湾政府がこれを認めている。台湾の素食は「肉、魚介類、五葷、卵、乳製品」を使用しないというものであり、ヴィーガン対応の料理でもある。台湾において比較的ヴィーガン人口が多いことからティージーアイ・フライデーズ台湾は台湾でビヨンドバーガーを販売する方針である。

### 日本
日本ベジタリアン協会はヴィーガンを「動物に苦しみを与えることへの嫌悪から動物性のものを利用しない人」と定義している。アニマルライツセンターでは、「個人的な状況が許す限りこの理想に近い生活をすることに努めている人」がヴィーガンだと説明している。複数のヴィーガン関連書籍を翻訳し自身もヴィーガンである井上太一は、「ビーガニズム／ビーガン ⇒ 脱搾取／脱搾取派」と簡明に説明している。
実際には日本ではヴィーガンを「健康食」として認識するものも少なくない。

政治的な思想との関連についての意見もある。速水健朗はヴィーガンを左翼的な「食に関しての理想主義者」と主張している。右派の流れとしては、神道や仏教の影響を受けた獣肉食忌避の歴史を背景にしているものがある。動物の権利を菜食（精進料理）と関連付けて述べた人物としては、古くは空海がいた。
近年活動を展開する国内の以下の団体は、いずれも特定の政治や宗教組織に属していない。
動物の権利団体として世界最大規模のPETA（1980年設立）のアジア支部であるPETA Asiaは、日本を含むアジアの15の国を対象にヴィーガン普及活動を展開している。日本での活動初期は、街頭デモンストレーションや書簡による企業への抗議、2020年以降は日本国内の複数の畜産施設の内部告発も行っている。
PETAなどの欧米における運動の影響をうけた団体として、1987年に創設されたNPO法人アニマルライツセンターがある。同団体の目的は動物利用を前提とした畜産動物福祉の向上運動であり、ヘンリー・ソルトによる動物の権利への移行前の方針だが、ヴィーガンレシピなどの情報も発信している。

#### 日本におけるヴィーガニズムの普及
ANAがサステナビリティをテーマにした飛行機にヴィーガンレザーのヘッドレストカバーを採用するなど、 ヴィーガニズムは持続可能性の観点から広まりをみせている。
- 2017年3⽉から、内閣府の食堂では毎週⾦曜⽇をミートフリーの⽇として、ベジタリアン・ヴィーガンメニューを提供[164]。
- 2019年11月、ベジタリアン・ヴィーガン関連制度推進のための議員連盟発足。会議ではヴィーガン料理が提供された[165]。
- 2021年4月に東京都台東区が、全国の自治体初のヴィーガン認証制度を開始し[166]、翌年には区内のハラール・ヴィーガン・ベジタリアンメニュー対応店舗を紹介する「食の多様性対応マップ」を作成した[167]。
- 2022年4月から、東京都庁職員食堂（一般開放）で、毎週月曜日にベジタリアン対応の料理、第三月曜日には完全菜食のメニューを提供開始[168]。
- 2022年5月から、世界79か国で普及する英国ヴィーガン協会の認証マークのサービスが開始[169]。
- 2023年4月から、東京都が、ベジタリアン及びヴィーガンに関する認証取得の支援補助を開始[170]。

### ドイツ
2021年、ドイツのベルリン市内の４大学の34キャンパスで学食メニューの68%がヴィーガン料理、28%がベジタリアン料理となっている。ドイツ全土の学食では、メニューの30〜50%がベジタリアン料理。

### スペイン
2025年、スペイン政府は「健康的かつ持続可能な学校給食に関する政令」を承認した。政令の中で、学校給食にヴィーガン選択肢を設けること、週1-5回の植物主菜メニューの導入が義務化された。

### アフリカ
伝統的に多くの動物性食品を消費するアフリカだが、近年気候変動や動物福祉、インフレによる物価上昇などを理由に、植物性食品の需要が高まっており、2023年1月、アフリカ初となる「ヴィーガンレストランウィーク」が開催された。

### ユダヤ人
朝日新聞社によるとイスラエルは「ヴィーガン（完全菜食主義者）の首都」とも呼ばれている。現地メディアの調査によれば、イスラエルの人口の2〜5%はヴィーガンであるとされる。パレスチナの動物愛護団体の代表はイスラエルがヴィーガンの首都とされていることを、プロパガンダのためにヴィーガンを利用していると批判している。ヴィーガンはファッションではなく、動物愛護を含めた運動と思想であるため、パレスチナ人に対する行為は、ヴィーガンの精神に反していると糾弾している。。
ホロコーストから生存したユダヤ人から、収容所での生活と畜産動物の扱われ方の類似しているとして、断固として菜食主義の立場をとる人々があらわれている。例えばダッハウの生存者、エドガー・クプファー＝コベルヴィッツは、『Die Tierbrüder: Eine Betrachtung zum ethischen Leben（動物兄弟: 倫理的生活についての省察）』を著し、動物に対する無関心で残酷な扱いに反対する情熱的な訴えを行った。彼の信じるところでは、「自分自身があまりにも多く苦しんだので、他の生き物の苦しみを自分のこととして感じ取れるようになった」のだという。さらに彼は、「人間は、動物を虐待し、殺し続ける限り、他の人間を虐待し、殺し続け – 戦争も起こる – だろうが、これは殺戮が小さな規模で実践され、学ばれるからだと、私は信じている」とも述べている。
アニマルライツ活動家で、ホロコースト生存者、ヘンリー・スピラは、「他者を害することは間違いなのです。そして一貫性の問題として、その他者が誰であるかということに制限はないのです。もし彼らが痛みと喜びの違いを認識できるのなら、彼らには害されない基本的な権利があるのです。...あなたが力こそ正義であるというファシズムを信じない限り、私たちが他者を害する権利はないのです」と述べている。
ノーベル賞作家でホロコーストの生存者、アイザック・バシェヴィス・シンガーは、「動物にとって、毎日がトレブリンカだ」と述べており、亡くなるまでの35年間、熱心な菜食主義者としても知られている。
アニマルライツ活動家で、ホロコースト生存者であり、1976年に動物の権利運動のNPO団体、「Farm Animal Rights Movement」の共同創設者アレックス・ハーシャフトは、「私は、自分の家族全員が約35万人の他のポーランド系ユダヤ人と共に殺害されたワルシャワ・ゲットーで幼少時代を過ごしました。その経験が、私が動物たちのために取り組んでいることと何か関係があるのかと聞かれることがあります。それが私の動物たちのための取り組みに与えた影響は些細なものではありません。それこそ、私の動物のための取り組みの全てなのです」と述べている。
イスラエルがヴィーガン先進国となっている理由はホロコーストの歴史があるからだと言われている。
一方、アメリカの作家で、フェミニスト、「動物の権利のためのユダヤ人」創始者で、ユダヤ教における動物の権利の問題と、ユダヤ人コミュニティにおけるベジタリアニズムに特化した促進活動を行ったロベルタ・カレコフスキーは、「動物の苦難とホロコーストに共通点はあるかもしれないが、それらは異なった歴史的フレームワークにあり、（比喩は）反ユダヤ主義の脅威を見えづらくしてしまう」と批判している。

## 動物製品の忌避と範囲

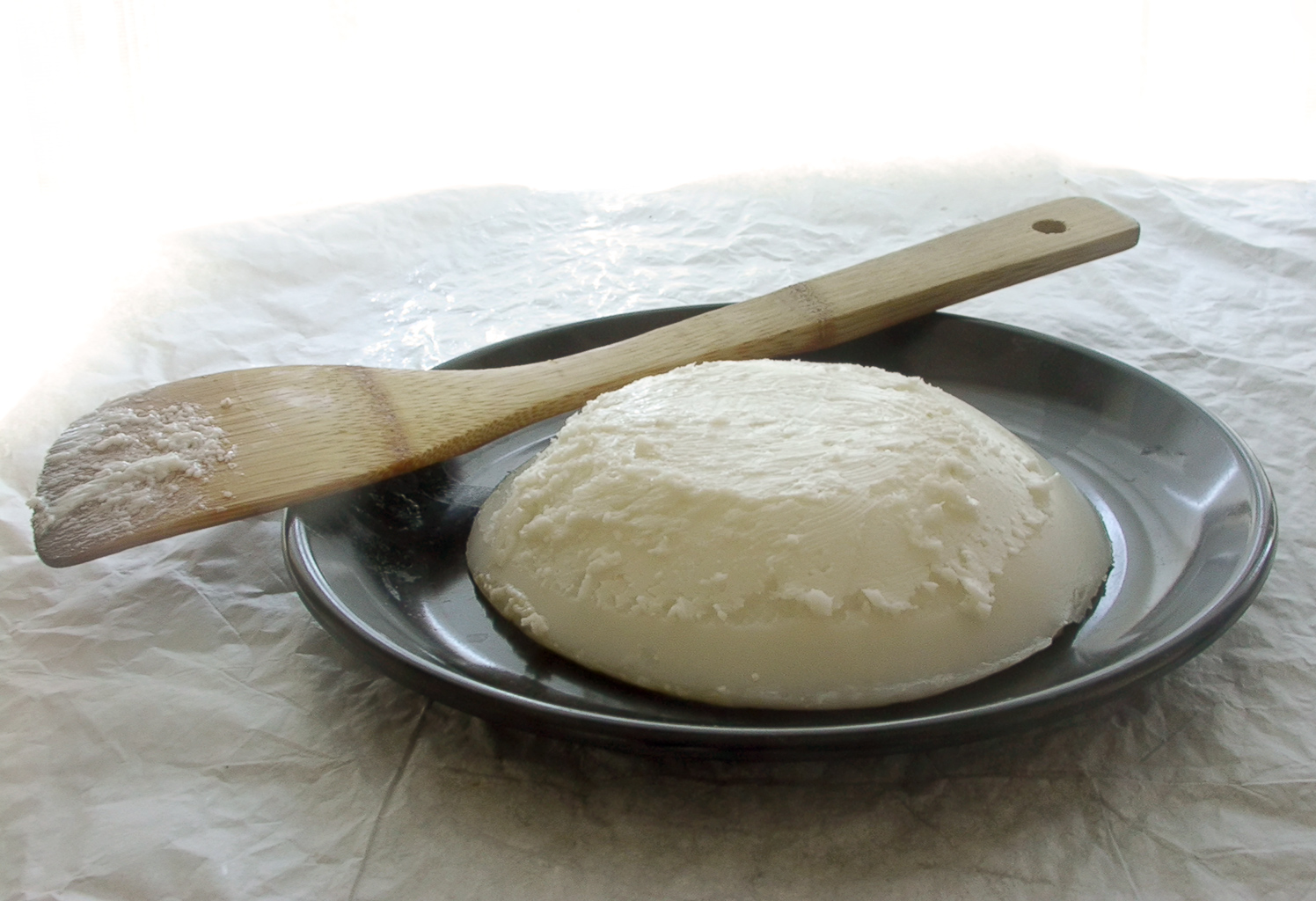
ラードは豚の脂からつくられている。

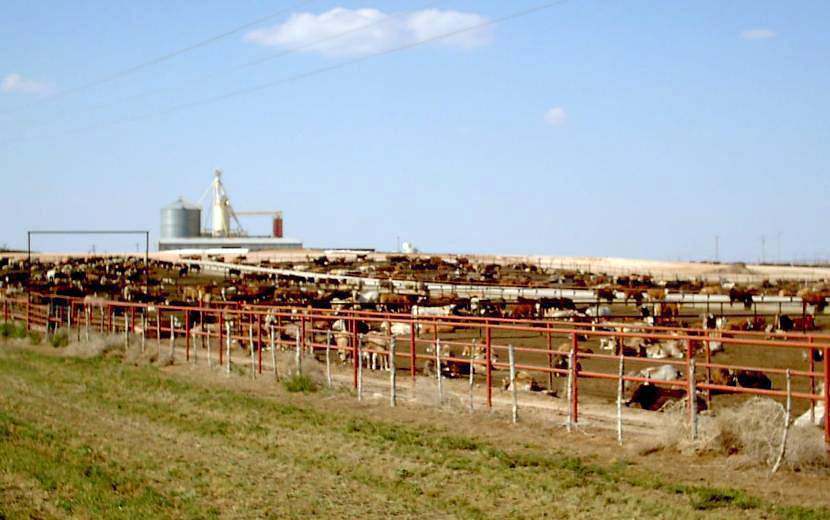
フィードロットの牛たち
しばしばこのようにして飼育されるため、温室効果ガス増加の一因とされている。

19世紀から20世紀初めのベジタリアンは健康上の理由で動物製品（畜産副産物）を避ける者と倫理上の理由で避ける者に分かれていたが、その状況は依然としてそのままである。そして、ヴィーガン内でも健康を理由に完全菜食主義なだけのDietary Veganとあらゆる動物由来のモノを避けるEthical Veganがある。
プラントベース・ダイエットは、肉・魚・卵・乳製品を摂取しないように心掛ける一方、動物由来の成分が含まれている衣服や化粧品を使うことは許容する。
それに対しヴィーガンは、食物や衣服、娯楽などあらゆる目的での動物の商品化を拒否している。
全英ヴィーガン協会は、動物実験を含む動物の利用を可能な限り避けた製品だけを認定している。

### 動物由来の範囲
動物由来の製品には肉、卵、乳製品、はちみつ、毛皮のほかに蜜蝋、骨灰、ボーンチャイナ、コチニールカイガラムシおよびその虫から採取される色素、カゼイン、ゼラチン、アイシングラス、ラノリン、ラード、レンネット、コチニールとは別のカイガラムシから採取されるシェラック、ヘット, 乳清、黄色油脂などがあり、これらの多くは完成品の原材料リストに記載されていないこともある。
また、ヴィーガンは、動物製品の購入も避けており、革製品や羽毛布団だけでなく、場合によっては製造時に鶏卵を用いるインフルエンザ用ワクチンといった特定のワクチンの使用も拒んでいる。ただし、状況によってはヴィーガン向けでない製品を購入したり、使い古すこともある。
ウールの代用品には、アクリル、綿、麻、レーヨン、ポリエステルなどがある。一部のヴィーガン向けの衣服や、靴、もしくは皮革の代用品としてヴィーガンらの間では石油由来の原料が愛用されているが、製造工程における地球環境への影響から論争になっている。

### 卵、乳、はちみつ、絹との関わり方

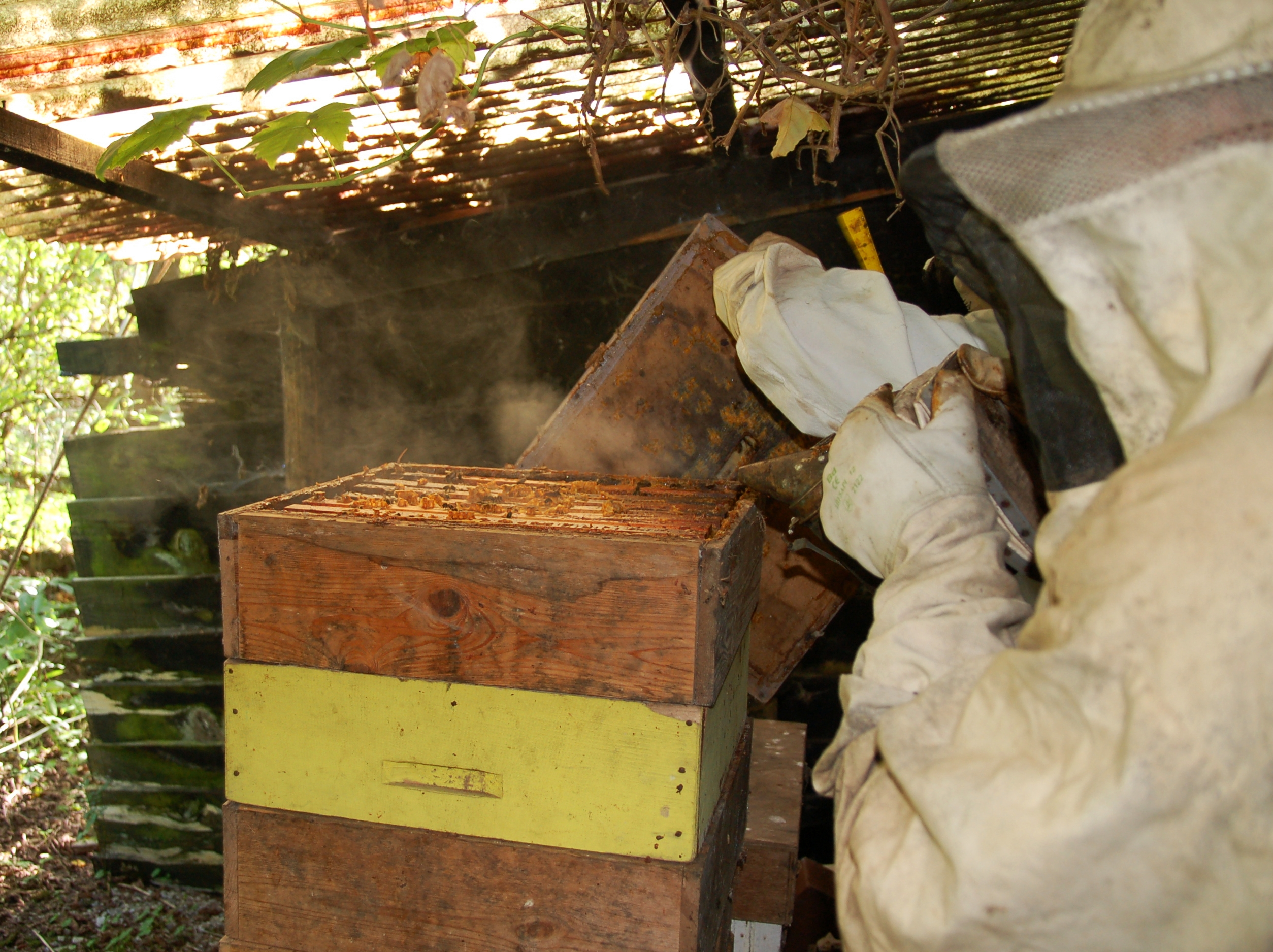
ヴィーガンは、動物の活動により生産されるはちみつや蜜蝋も拒否する。

ヴィーガンは卵・乳製品・はちみつ等の製造時に動物を苦しめたり早すぎる死をもたらすことから、ヴィーガンはこれらの製品を避けている。
昆虫を加工した品も避けるべきだという考えに賛同しない菜食主義者もいるが、ヴィーガンは、絹等のカイコ由来の製品を避けている。現代の養蜂方法は残酷で搾取的であるという見解は多くのヴィーガンの間で一致している。蜂たちの食料の貯蔵物であるはちみつを搾取する代わりにコーンシロップや砂糖を摂取という方法がとられており、リュウゼツランを原料とするアガベシロップもヴィーガンの間で愛用されている。Vegan Society と American Vegan Societyは蜂蜜や絹など昆虫由来の製品の使用はヴィーガンにはふさわしくないとする一方、Vegan Actionと Vegan Outreachは個人の自由という見解を示している 。

## 食生活と健康効果および、栄養失調回避の注意点

### 健康効果
20年にわたる研究の包括的分析によると、ヴィーガン、ベジタリアン、ラクト・オボ・ベジタリアンの食事は、がん、心臓病、心血管系疾患による早期死亡のリスクを大幅に減少させるという。また、双子21組を対象にした研究では、ヴィ―ガン食を摂取した人は老化現象が遅い可能性が示された。
身体のコンディショニングのため、あるいはヴィ―ガニズムの観点からプラントベース・ダイエットを実践するスポーツ選手がいる。アイアンマン・トライアスロンやウルトラマラソンなどの耐久競技の選手の中にも実践する者がいる。研究によると、ヴィーガン食か否かは、ウェイトトレーニング後の筋肉増強に関係がないとされる。
アメリカ栄養士協会とカナダ栄養士協会は、栄養のバランスが充分考慮されたヴィーガン食は、ライフサイクルのどの段階でも適合できる食事だとしている。バランスを充分考慮したプラントベース・ダイエットは、心臓病などの慢性疾患に対して予防効果があると言われている。カナダ小児医師会は、適切な注意を払ってよく計画されたヴィーガンの食事は、胎児、乳児、子供および青年期の成長のすべての段階で健康的なライフスタイルを提供できるとした。米国最大の自治体医療組織はヴィ―ガン食を入院患者の食事のデフォルトとして提供している。
菜食は、心不全、大腸癌、高コレステロール血症、高血圧、前立腺癌、脳梗塞になりにくいとされ、バランスが取れていれば、健康に必要な栄養素をとることができるとされている。カリフォルニア大学ロサンゼルス校のように、キャンパス内のすべての食堂に菜食メニューを設定したうえ、ヴィーガン専用食堂を設置する機関もある。ミシガン州立大学などの研究では、赤肉や加工肉には発がん性があり、大腸がんのリスクを高めるとされている。また、動脈硬化を促進し、循環器疾患や糖尿病のリスクを上昇させることから、健康寿命を縮めると指摘されている。一方、ナッツ、豆、果物や非でんぷん性の野菜などは健康寿命を延ばす効果があるとされる。動物性タンパク質の摂取量と非感染性疾患（循環器系疾患、糖尿病、ガンなど）に有意な相関関係があることは1970年代から指摘されており、たとえば、動物性タンパク質の場合、混合機能酸化酵素の働きにより発ガン性物質により誘発された腫瘍が促進されるが、植物性タンパク質の場合は逆に、腫瘍の成長を阻害するといった効果があるため、菜食中心の食事をとることが非感染性疾患の予防となりうるとされる。
心疾患を専門とするアメリカのクリーブランドクリニックは、JAMA Network Openに発表されたメタ分析を根拠に、健康に配慮した菜食（プラントベース・ダイエット）は血圧とコレステロールを下げ、2型糖尿病リスクを軽減し、消化を改善するなど重要な健康上の利点があるとして、1か月のヴィーガンチャレンジを推奨している。

### 不足栄養素とサプリメント
肉・魚・卵・乳製品・蜂蜜も摂取しないため、十分に食生活に注意しないと鉄や亜鉛、ビタミンA、ビタミンB2とB12、ビタミンD、DHA、カルシウム、タンパク質などの栄養不足になりやすい。青年期までの子どもを菜食で育てる場合は更に食生活・栄養不足に注意が必要である。大人であってヴィーガン食生活をする際には、動物性食品にしか含まれないために特に欠乏しやすいビタミンB12を中心に、魚に多いビタミンD、青魚に多いオメガ3系脂肪酸はサプリメント摂取が求められる。
プラントベース・ダイエットは、食物繊維、マグネシウム、葉酸、ビタミンC、ビタミンE、鉄分、フィトケミカルの含有量が高く、カロリー、飽和脂肪、コレステロール、長鎖オメガ3脂肪酸、ビタミンD、カルシウム、亜鉛、ビタミンB12が低い傾向がある。
ビタミンB12は、土壌に含まれている場合も多く、温室栽培、室内栽培、水耕栽培など管理されきった場所で栽培された植物性の食物には、ビタミンB12がほとんど含まれていないため、ヴィーガンはビタミンB12が強化された野菜などを意図的に摂取する必要があるとされている。同時に、栄養強化食品やサプリメントを摂取しない場合であってもビタミンB12欠乏症の症状がみられないとする研究もある。

### ヴィーガン料理

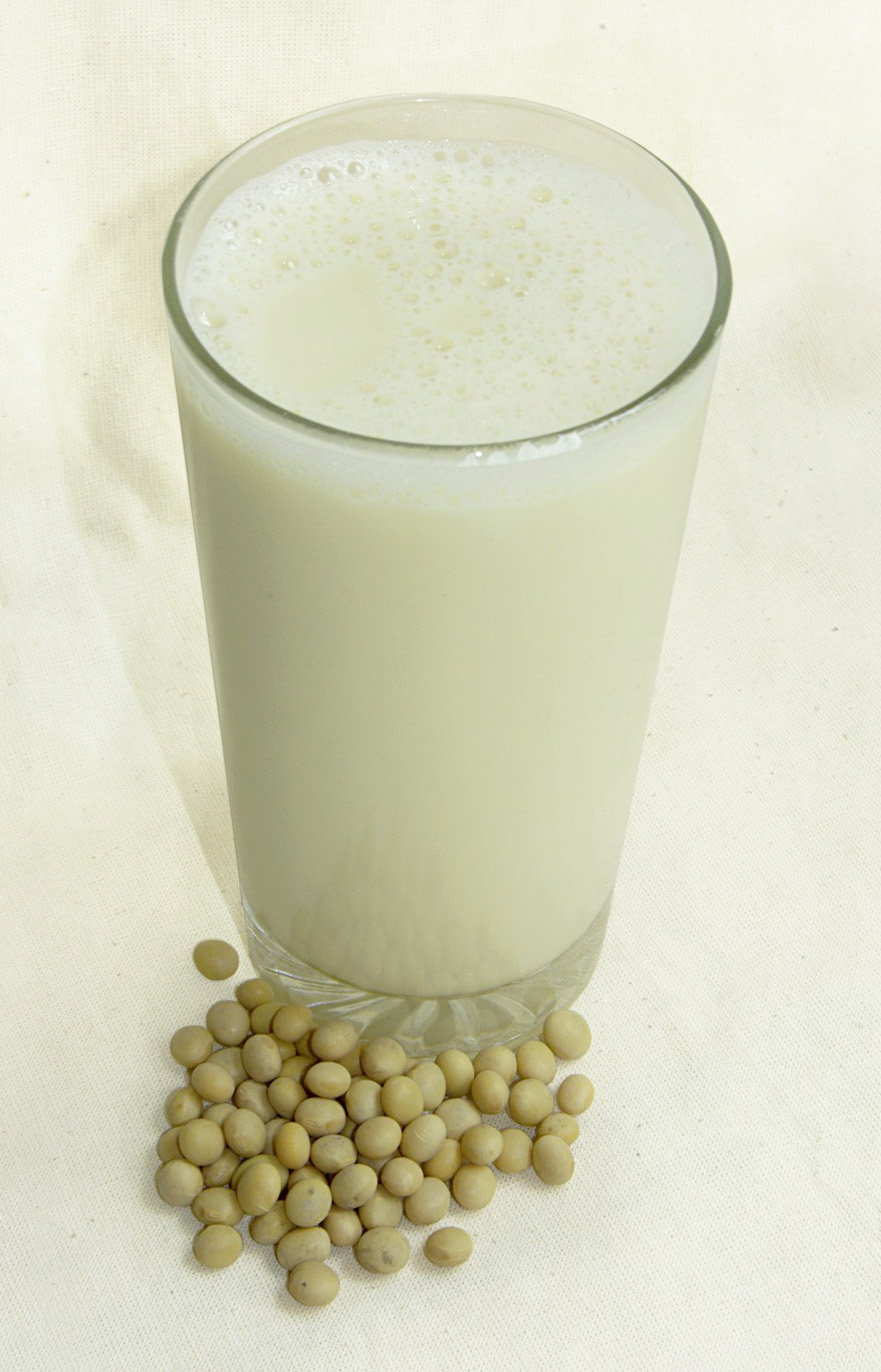
豆乳
完全タンパク質を含んでいる

ヴィーガン向けの料理には、チリスープ、ラタトゥイユ、ファラフェル、フムス、ヴェジー・ブリトー、ライス・アンド・ビーンズ、野菜炒め、ベジバーガー、パスタ・プリマヴェーラといったパスタ料理、タブーリが挙げられる。
大豆は完全タンパク質を含んでいるため、豆乳や豆腐、テンペ、代替肉といった形で使用される。にがりを加えて作られる豆腐は水分含有量によって硬さが異なり、それぞれに適した調理方法があるほか、豆腐を柔らかくしたり滑らかにしたものをサラダドレッシングやスイーツ、シェイクの材料にすることができ、植物性タンパク質はしばしばパスタのソースに用いられる。
また、麩（小麦のグルテン）も蛋白源としてしばしば利用される。グルテンミートといった代替肉は、小麦や大豆のグルテンを原料としており、ベジタリアン・ソーセージやベジタリアン・ミンス、ベジバーガーといった、ベジタリアン向けの食品に加工される。

### 乳製品の代用品

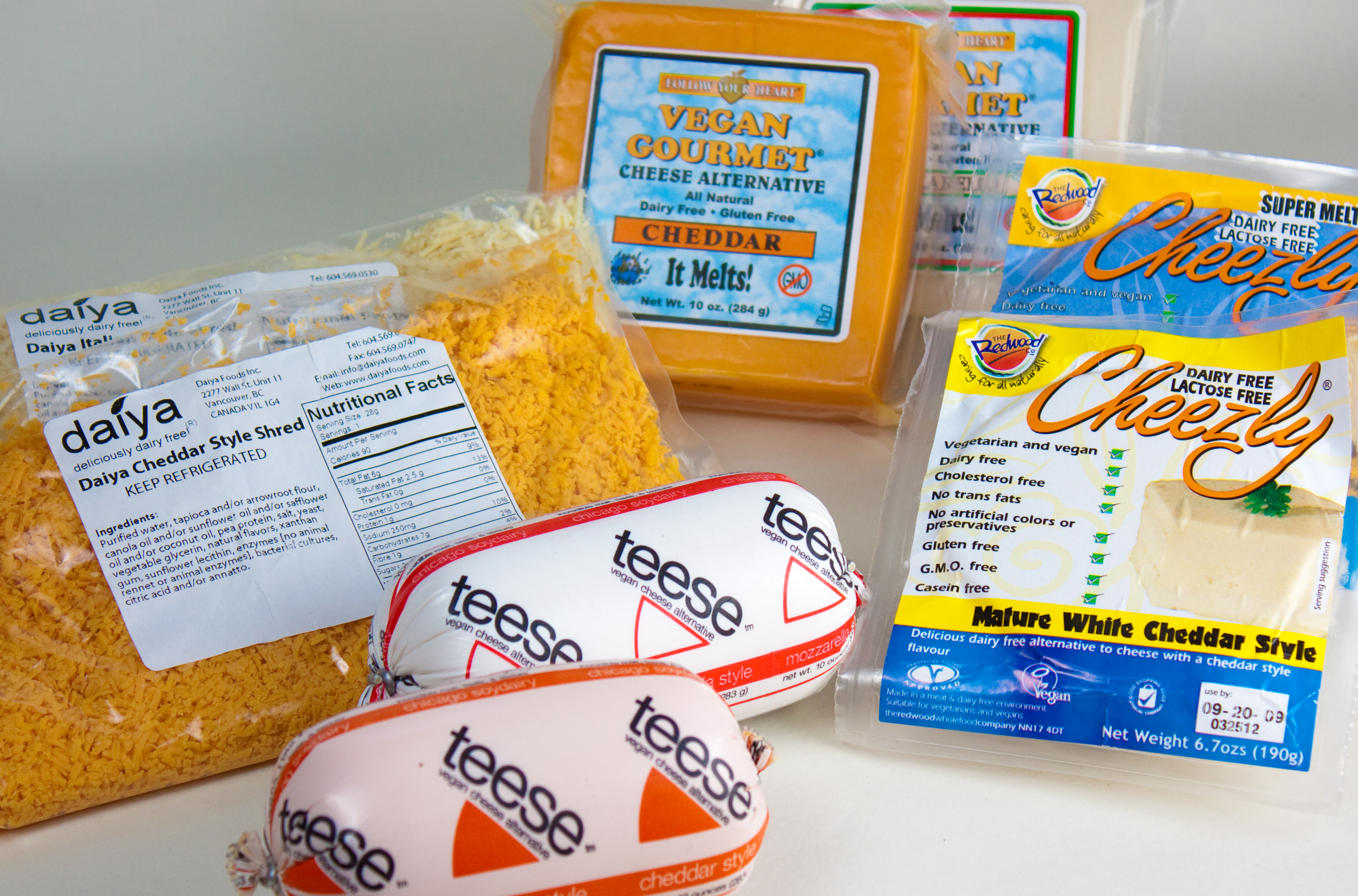
ヴィーガン向けチーズ

豆乳やアーモンドミルク、ココナッツミルク、植物性ミルク(コメやオートムギなどを原料としたものが有名)が、牛や山羊の乳の代わりに用いられ、その中でも豆乳とアーモンドミルクは比較的手に入りやすい方である。ただしアーモンドに関しては生産にミツバチを酷使するため避けるべきではないかという議論もある。
牛乳1カップ（250ml）には8gのたんぱく質が含まれているのに対し、豆乳には7gが含まれている。一方、アーモンドミルクは1カップあたり1.65gと、たんぱく質とカロリーの両方が控えめである。
動物の乳や肉同様、豆乳には完全タンパク質が含まれており、飲むと必須アミノ酸の摂取にもつながり、必要なたんぱく質全部をとることができる。
ただし、母乳の代わりとして乳幼児に豆乳を与えることはできず、母乳を与えない場合は牛乳、または豆乳ベースの乳児用ミルク（SBIF）を与える必要がある。これは、豆乳にはビタミンA、B12、C、D、DHAや免疫成分が不足しており、乳幼児の成長に必要な栄養が十分に補えないためである。
| 成分                       | 全乳 | 豆乳 |
| -------------------------- | ---- | ---- |
| エネルギー密度 (cal/235ml) | 149  | 80   |
| 脂肪分 (g)                 | 7.9  | 4    |
| 飽和脂肪量 (g)             | 4.6  | 0.5  |
| コレステロール (mg)        | 24   | 0    |
| ナトリウム (mg)            | 105  | 100  |
| カリウム (mg)              | 322  | 300  |
| 炭水化物 (g)               | 12   | 4    |
| タンパク質 (g)             | 8    | 7    |

アナログチーズはナッツやタピオカでできており、Daiyaという商品は風味や溶けやすさにおいて通常のチーズと変わらない。
ニュートリショナル・イースト はチーズに近い風味をしており、ヴィーガン料理においてチーズの代用品として広く使われている。チーズの代用品は家庭でも作ることができ、Joanne StepaniakのVegan Vittles (1996), The Nutritional Yeast Cookbook (1997), The Uncheese Cookbook (2003), Mikoyo SchinnerのArtisan Vegan Cheese (2012)などにレシピが掲載されている。
たとえば、あるヴィーガン向けブリーチーズは、カシューナッツと豆乳と豆乳ヨーグルト、ココナッツオイルから作られている。
また、Earth Balanceといったヴィーガン向けマーガリンも存在する。

### 卵の代用品
卵を使わないマヨネーズ風調味料のブランドには、Vegenaise, Nayonaise, Miso Mayo, and Plamil's Egg-Free Mayoが挙げられる。
マヨネーズ製造において、卵は増粘剤・つなぎとして入れられる。加熱することにより、卵のたんぱく質の粘り気が増し、他の材料をつなぎ合わせる。
卵1個分の代わりに、挽いた亜麻仁をテーブルスプーン3杯分入れ、亜麻仁3：水1の割合で混ぜ合わせてできたものは、増粘剤とつなぎの役割を持つ。また、Bob's Red MillやEner-G eggといった市販品も卵の代わりとして使うことができる。
ヴィーガン向けのパンケーキには、卵の代わりにベーキングパウダーが使われる。
このほかにも、きなこ1:水1を混ぜたものや、潰したバナナもしくはプルーンないしは林檎ソース4分の1カップ、裏ごしした豆腐や潰した芋、もしくは小麦粉をテーブルスプーン4杯分・植物油1杯・水2杯・ベーキングパウダー半杯分を混ぜてこねたものや 滑らかにした豆腐やマッシュポテトも卵の代わりとして生地に加えられる。

### プラントベース食品の栄養群

ヴィーガン向け食事バランスガイド

医療関係者でつくるNPO団体責任ある医療のための医師の会 (PCRM) は、1991年より果物・豆類（豆、えんどう豆、レンズマメ、ラッカセイなど）、穀物、野菜からなる新四大食品群を取り入れたコレステロールを含まない・低脂肪の完全菜食の推奨を続けてきた。PCRMは一人当たり一日に3皿以上の果物（かんきつ類やメロン、イチゴなどビタミンCの豊富な食べ物は一日1皿以上）と、たんぱく質を豊富に含む豆類2つ以上（豆乳・豆腐・テンペなど大豆加工品のような）、5皿以上の全粒穀物（トウモロコシ、大麦、米、小麦のような。加工品としてはパンやトルティーヤといった）、4皿以上の緑黄色野菜（ブロッコリやニンジン、サツマイモのような）を摂取することが望ましいとしている。
PCRMのヴィーガン向け食品群はアメリカ合衆国農務省 (USDA) が1956年から92年までに推奨してきた四大食品群（肉・乳・野菜/果物・穀物およびその加工品）に代わるものとして作られた。
1992年、米国農務省は四大食品群に代わってフードガイド・ピラミッドを発表し、2011年にはマイプレートとなり、これら食品を5つのグループに分けており、穀物・野菜・果物・乳製品・タンパク質（肉、鶏肉、魚介類・卵、豆類およびその加工品・ナッツや種子）から構成されている。
また、イギリス政府も正しい食事プレートを推奨しており、5つの食品群（果物と野菜・いもやパン等の炭水化物・乳製品・肉/魚/卵/豆などのたんぱく質・脂質および糖分）からなる、このうち乳製品とタンパク質は大豆などの植物性たんぱく質のものからとってもよいため、ヴィーガンでもこれを実践することができる。

### 栄養

#### ビタミンB12

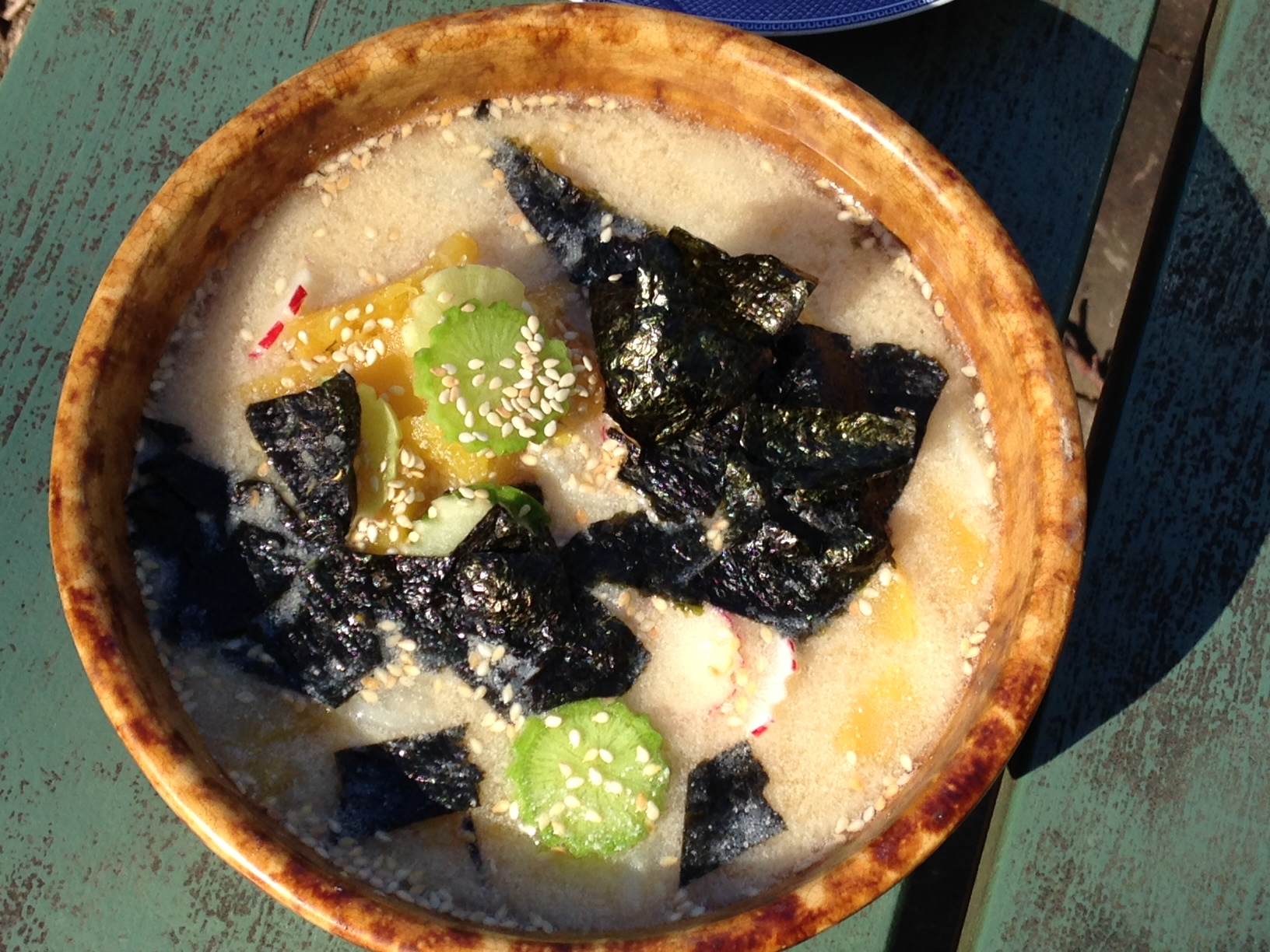
芝麻醤の具だくさんみそ汁
海苔はビタミンB12が豊富に含まれているとされているが、ヴィーガンはサプリメントも摂取したほうがよいとされている

ビタミンB12は、細胞分裂、赤血球の生成及び成熟分裂、DNA合成、神経の正常な動作に必要とされており、細菌によって合成されている。ビタミンB12が欠乏すると重大な健康問題となり、神経が損傷するだけでなく、巨赤芽球性貧血に陥ることもある。
ヴィーガンはもちろん、ベジタリアンでさえビタミンB12強化食品やサプリメントを摂取すべきだという合意が栄養士の間にある。
多くの場合に（少なくとも欧米では）ヴィーガンが植物中心の食生活からビタミンB12を摂取することは難しいということが、ヴィーガニズムへの反論としてしばしば指摘される。
ビタミンB12の生成は、細菌やきのこ・藻類といった微生物が行っているため、植物も動物も自分でビタミンB12を生成することはできない。
草食性の動物では、自分の第一胃において反芻することで細菌が生成したものを吸収したり、ウサギのように盲腸糞を食べることもある。肉食の動物ではこうした動物を食べることでビタミンB12の摂取源となる。
きちんと洗われていない植物には、土中の、特に糞の細菌に由来するビタミンB12が含まれる可能性がある。特に発展途上国においては、飲み水にもこうしたB12を生成する細菌が含まれている可能性がある。
栄養士のリード・マンゲルスらは、人間の体内の細菌は消化器官の中でビタミンB12を生成するが、その多くは吸収されることなく排泄されるため尿に少量含まれている程度だとしている。
医学研究者のジェームズ・ハルステッド (James Halsted) は、動物性たんぱく質の摂取が少量あるいはまったくないにもかかわらず、イランのある地域の住民から正常な濃度のビタミンB12が検出されたのは、一緒に暮らしている動物の排せつ物や人間の屎尿を肥料として利用し、その屎尿で育った作物が十分に洗われぬまま食べられていたからであることを、1960年代に行った調査で明らかにした。
人間の口もB12の摂取源となるが、大した量ではないうえ、B12に類似した非活性物質であることが多い
欧米は衛生環境が整っているため、完全菜食ではビタミンB12不足を招きやすい傾向にある。
そのため、このような地域においてビタミンB12を摂取するには、サプリメントや栄養強化食品を食べる必要がある。
サプリメントのビタミンB12は産業的に細菌合成したのものであり動物由来ではない。
|                | ビタミンB12のRDA(μg) |
| -------------- | -------------------- |
| 0～6か月       | 0.4                  |
| 7～12か月      | 0.5                  |
| 1～3歳         | 0.9                  |
| 4～8歳         | 1.2                  |
| 9～13歳        | 1.8                  |
| 14歳以上       | 2.4                  |
| 妊娠中・授乳中 | 2.4～2.6             |

サプリメントや栄養強化食品を摂取していないヴィーガンに関するいくつかの研究にてビタミンB12欠乏症の症状がみられなかったことから、ヴィーガン達のコミュニティーの間では、このような栄養補助食品の必要性を疑問視する声も上がっている。
マンゲルスらによれば意見の相違は、こうしたサプリメントを摂取しなかったヴィーガンに対する長期的な調査が皆無なことや、ビタミンB12を測定する標準的な手段がないことが原因だとしている。また、もしビタミンB12を含むサプリメントや栄養強化食品を摂取しなかった場合、数十年かかるかもしれないが欠乏症になるだろうとしている。
また、ビタミンB12が含まれる食品として、味噌やテンペといった発酵食品、アラメやワカメ、海苔、昆布、スピルリナといった海藻、葉野菜や穀物・豆類には、ビタミンB12があり、さらに言えば雨水にも含まれている。
麦芽シロップ、シイタケ、パセリ、サワードウにもB12は含まれているが、これらの食品に含まれるB12は非活性のものであると見られている。

#### タンパク質

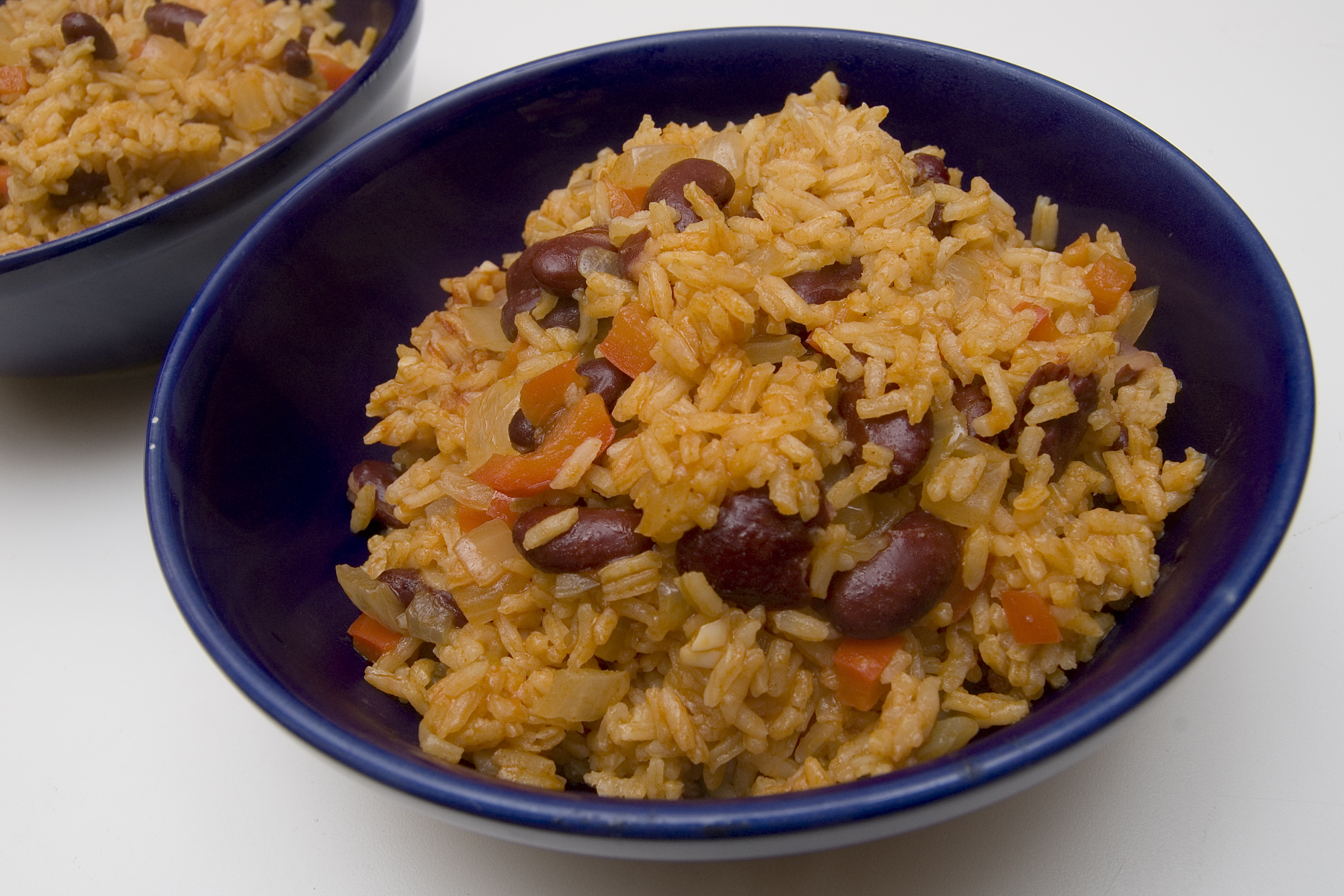
ライス・アンド・ビーンズ
ヴィーガン達の間でよく食べられている。

タンパク質はアミノ酸で構成されている。雑食性の動物は、タンパク質の3分の1を植物から摂取しており、ラクト・オボ・ベジタリアンはタンパク質の半分以上を植物から摂取していると、栄養学者のリード・マンゲルスは話している。
動物性たんぱく質を摂取しないヴィーガンは、たんぱく質全てを植物性の食べ物からまかなっているということになる。このとき、人間の体内では合成できない必須アミノ酸も植物性タンパク質だけでまかなえるのかという疑問が生まれる。
植物性たんぱく質は、大豆（豆腐・テンペ・豆乳等の加工品や枝豆など）やエンドウマメ、ピーナッツ、黒豆、ヒヨコマメ（ホムスなどの形で食べられることが多い）といった豆類や、キヌアや玄米、トウモロコシ、大麦、ブルグア、小麦（全粒パンやセイタンとして食べられる）といった穀物類、アーモンドや麻の実、ヒマワリの種といったナッツ類などに多く含まれている。
また、その他の野菜や穀物などの植物性の食べ物にもたんぱく質は含まれている。
キヌアと大豆に関しては、いずれも必須アミノ酸を含んでいるため、完全たんぱく質の摂取に役立つ食べ物と言える。
マンゲルスらは、1日に必要なたんぱく質を大豆から摂取することで、生物学的に見て体内に必要な分のたんぱく質を賄うことができるとし、アメリカ合衆国農務省が学校昼食プログラムで、肉由来のたんぱく質の食品を大豆由来のものに差し替えるかもしれないと付け加えた。
必須アミノ酸全てを多く含む伝統的な料理には、ベリーズ料理のライス・アンド・ビーンズ、コーン・アンド・ビーンズ、ホムス、全粒小麦で作られたピタパンなどがあげられる。
従来、適切なタンパク質摂取を植物性の食品で確保するためには、足りない必須アミノ酸を補いあうように、一回の食事毎に様々なタンパク源を組み合わせて摂取すべきだとされていた。しかし、アメリカ栄養士会は、成人の場合、必要な必須アミノ酸は1日の間に摂取されていれば良く、一回の食事毎に全ての必須アミノ酸を取る必要はないという立場を1993年以来取っている。

#### その他
ビタミンDは紫外線を浴びれば体内でも合成されるが、日照が制限されている場合に、適切でないヴィーガン食を続ければ欠乏症を起こすことがある。ω-3脂肪酸は必須脂肪酸で、ヴィーガン食では比較的少ない。

## ヴィーガン向けグッズ・認定基準

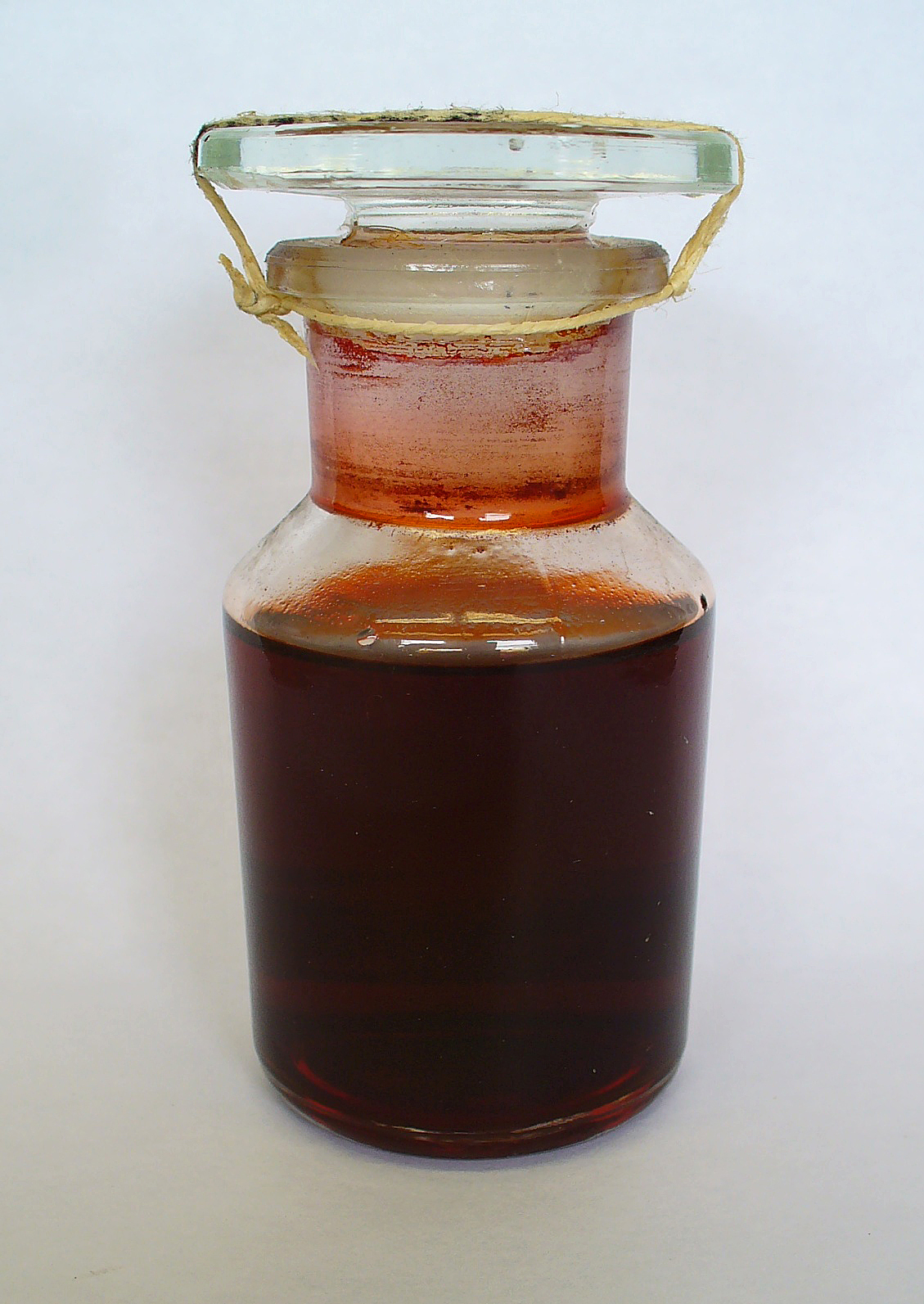
着色料として広く使われているコチニール
天然に存在する物質で昆虫から得られる。

全英ヴィーガン協会の定めるヴィーガン向けグッズの認定基準は、「動物由来の成分を使っておらず、製品および原材料の製造において製造元・支援者・下請けに至るまで動物実験が行われていない」である。協会のウェブサイトには認定を受けた企業や製品のリストが掲載されている。
ヴィーガンは Animal Ingredients A to Z (2004) の情報を基に動物由来の材料が使われていないか確認して商品を購入している。

## 諸問題

### 健康被害
1984年にヒンドゥー教徒に対して行われた調査では、ヒンドゥー教徒の子供の出生時体重が軽くなるデータが示されている。
授乳中の母親のビタミンB12欠乏症は、子供に深刻な欠乏症や神経障害をもたらすとされており、必須脂肪酸であるω-3脂肪酸、α-リノレン酸、これらの脂肪酸から変換されるドコサヘキサエン酸(DHA)が視神経や中枢神経系の発達に必須であるが、ほとんどのヴィーガン食では含有量が非常に低いため、妊娠・授乳中のヴィーガンの母親は摂取を補う必要があるとする研究がある。
アメリカ在住でヴィーガン生活を送ってきた女性がアレルギーや過敏症などを発症し、体調が思わしくないため医師に食生活を見直して魚を食べるように言われ、涙を流しながらサーモンを食べる動画が投稿された。後日、女性は新たな動画でサーモンとエビを食べたことを明かし、涙無しに食べたことと「なかなか美味しかった」と語った。
ローフード・ダイエットで人気のあったYouTuberで、ヴィーガンを自称していたヨヴァナ・メンドーサ・アイレス（Yovana Mendoza Ayres）が、魚料理を食べている疑惑が浮上した。炎上後に謝罪動画をあげ、6年間は完全なヴィーガンをしていたが、2年前から貧血気味で甲状腺ホルモンが低レベルであり非常に具合が悪く、一つ間違えば危険という状態であったこと、女性ホルモン値が閉経年齢レベルで生理が止まっていたこと、小腸の細菌増殖で腹部膨満感やひどい腹痛などが起こる小腸細菌異常増殖症（SIBO）と診断されたことで、医師から卵や魚を食べるように言われて食べていたことを明かした。
このように、ヴィーガンを自称していた健康系インフルエンサーたちが、健康被害を理由に「ヴィーガン」を辞めている。これについては、医学知識なく25日の断食などの無理な食事法をコンテンツにしていたことで健康に影響が出た可能性が指摘されている。
小児科専門医の森戸やすみは、「とにかく子供はバランスのよい食事を十分に摂る必要があります。例えば、『ヴィーガン食は子供にもよい』という説もありますが、子供が完全菜食を行うと、ビタミンB12欠乏症によって嘔吐や汎血球減少症が起こったり、ビタミンD欠乏症によって『くる病』になったり、精神神経発達に異常を来したり、低栄養状態になったりするリスクがあるからよくありません。つまり根拠のない除去食は手間がかかるうえ、子供の健康を損ねるリスクがあります」と述べている。

#### 事件
2016年、アメリカのペンシルバニア州でヴィーガンの女性が、子供にフルータリアン食を与え栄養失調にしたとして刑事裁判となった。女性は子供にナッツ類とベリーのみを与え、発疹があっても治療を受けさせなかった。子供は発育が遅く、発疹により敗血症のリスクがあった。
同年8月、イタリアの保守政党フォルツァ・イタリアの国会議員エルヴィラ・サヴィーノは、ヴィーガンの食生活が子供の食事において大事となる健康でバランスの取れた成長に不可欠な栄養素に欠けているものであることを理由に、ヴィーガン食を自分の子供に強制する親を罰する法案を同国議会に提出した。サヴィーノの法案は16歳以下の子供を対象としたもので、この法案が可決されて成立すれば、親が子供へのヴィーガン食を強制するだけでも最長で1年、子供がそれによって何かしらの病気を患った場合は最長4年、そこから子供が死去した場合は最長6年の懲役が科せられるという。しかし、結局は成立しなかった上に、法案の内容が少しばかり過激であることから、これに対して、刑罰よりも正しい情報を周知させることに重点を置くべきだという意見も多く出ている。
2014年にベルギーで両親が、子どもにグルテンフリー・ラクトースフリーの代替ミルクを与え続けたことで、生後7か月の乳児を死亡させたことで有罪判決が下された。死亡時の体重が10ポンド以下（約4,500グラム以下）だったと報道された。
2019年9月にアメリカ合衆国フロリダ州で生のフルーツ・野菜と母乳のみを与える極端な生活を強いて息子を殺害した38歳の自称ヴィーガンの母親に、2022年に第1級殺人、重度虐待、過失致死、育児放棄など合計6件の罪で終身刑の判決がくだされたと報道された。乳児の検視結果、死亡原因は脱水を含む栄養失調による合併症であった。遺体は肝臓機能が低下し、手足と下肢がむくみで腫れあがっていた。生後18ヶ月の赤ん坊は死亡時8kgしかなく、普通の生後7ヶ月の平均体重レベルの体重しかなかったと警察の報告書に記載されている。両親は赤ん坊は死亡するまで一週間何も食べていなかったと供述しており、検察官は最終陳述で、「彼（赤ん坊）は、何も食べていなかった。18ヶ月かけて餓死したのだ」と述べている。夫妻は「家族で生のフルーツと野菜だけを食べる生活をしていた」と供述。死亡した乳児には母乳も与えていたという。
同じ罪状で起訴されている夫のライアン被告も、現在判決を待っている状態だと米ニューヨーク・ポスト紙は伝えている。また、ヴィーガンだという夫には12歳未満に対する性的暴行並びにみだらなわいせつ行為で追起訴が提出されたと伝えている。
米ピープル誌によると、母親の救急要請で救急隊員が駆け付けた時にはすでに呼吸が停止しており、そばには極度の栄養失調でやせ細った小さな3歳と5歳の兄弟の姿もあったという。また、母親は11歳の別の子供を巡っても栄養失調で以前に訴えられ、実の父親に引き渡されていたという
。

### 疑似科学との区別に関する議論
2021年、八王子市の公立小学校でヴィーガン給食を導入した際、その効果や安全性について議論が起きた。朝日新聞は「『ヴィーガン給食』取り入れた公立小学校 みんなで食べられ、みんながおいしい」という記事を掲載したが、医療関係者からの批判を受けて後に削除された。
小児科専門医らは、ヴィーガンは栄養法ではなく思想・主義であるとし、特に成長期の子どもへの導入には慎重な検討が必要だと指摘した。また、ヴィーガン食と不登校や発達障害との関連性を示す科学的根拠がないにもかかわらず、そのような効果があるかのような主張がなされたことについても、専門家から懸念が示された。なお、当該校では後に「ヴィーガン給食」の名称を「エブリワン・プラントベース給食」に変更し、月1回程度の提供を継続している。
ヴィーガニズムは、エセ科学的背景を持つ様々な除去食ブームと誤解されやすく、この傾向に対して精神医学と哲学の研究家であるスティーブ・スタンケヴィチウスは、疑似科学やスピリチュアリズムを是としないヴィーガンを新ヴィーガンと呼び、「新無神論者は新ヴィーガンにならなければならない」という記事を発表し、理性によるヴィーガニズムの実践を訴えた。それに対し疑似科学や宗教信仰を懐疑・批判する懐疑主義者であり、懐疑主義の雑誌『Skeptic』誌の発行人で、『なぜ人はニセ科学を信じるのか』を著したアメリカの科学史家、サイエンスライターのマイケル・シャーマーは、「我々（新無神論者たち）は、ヴィーガンになろうとしているところだよ！ まず、リデュースタリアンから始めてみよう。」とツイートしている。

### 急進的ヴィーガンによる襲撃

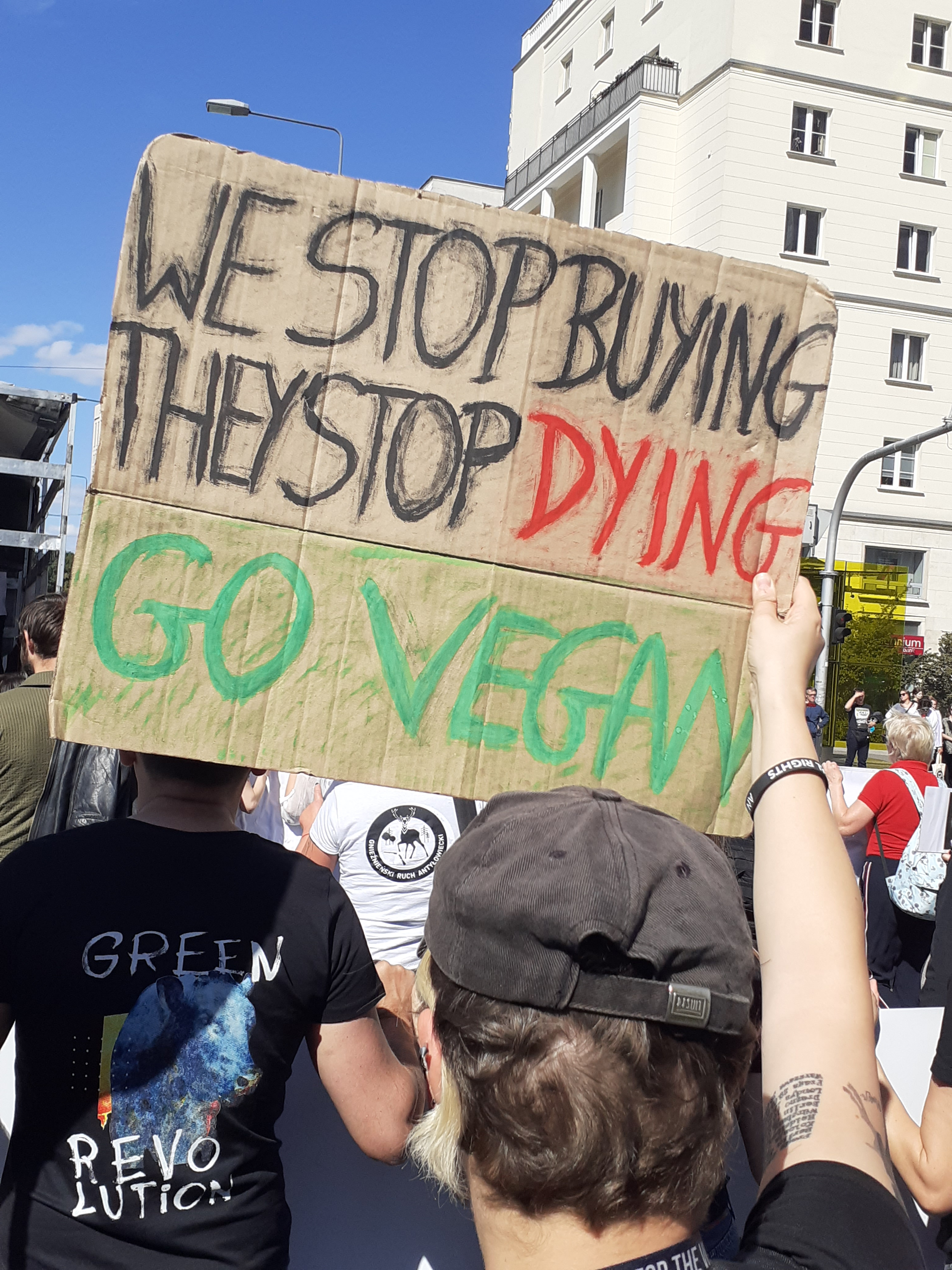
動物解放運動の参加者（2022年、ワルシャワ）

2017年3月、DxE（Direct Action Everywhere）の共同創設者のウェイン・シゥンとポール・ピクルシマーを含むDxE活動家たちが、スミスフィールド・フード社が所有するのユタ州の養豚場から衰弱した低体重の子豚を二頭連れ出し、コロラド州にあるアニマル・サンクチュアリに匿った。子豚たちの顔は母親の血に染まり、飢えをしのぐため、兄弟たちの死骸を食べていたという。程なくスミスフィールド・フード社は訴えを起こし、FBIが捜査に乗り出した。DxE自身が救出の顛末を撮影したビデオが有ったにも関わらずFBIはサンクチュアリーを捜査し、リリーとリジーと名付けられた二頭の耳の一部をスライスして遺伝子検査しスミスフィールド・フード社の「所有物」であった事を確認できる証拠とした。同年7月6日、FBIとビーバー・カウンティーの保安官事務所は訴求を開始。当初5人の活動家が告発され、3人は司法取引に応じたが、拒否したウェイン・シゥンとポール・ピクルシマーの処遇については裁判に委ねられることになった。検察は、彼らにそれぞれに家宅侵入と「商業価値」の無い家畜の窃盗としては異常に重い5年の刑を求刑。残酷描写を理由に記録ビデオを陪審員に見せることは禁じられ、陪審員が在宅時にSNS等に接することまでも禁じられた。ユタ州ビーバー郡で始まった裁判は、より多様な陪審員の見込めるセント・ジョージの裁判所に移管され、2022年10月4日火曜日に冒頭陳述、週末前の7日金曜日に陪審員が評決に達し、両名の無罪が確定した。

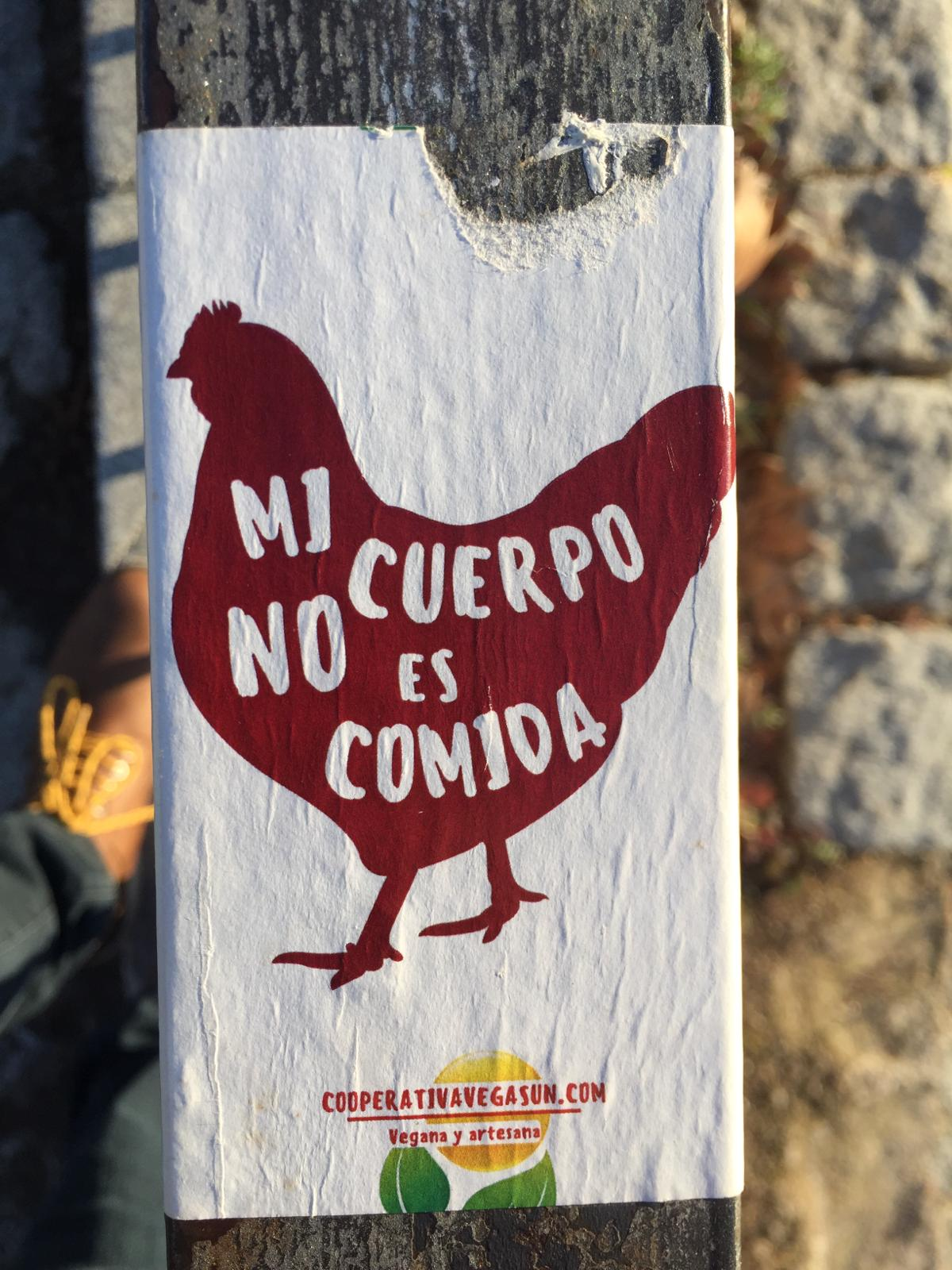
活動家によるステッカー（マドリード）

こうした肉屋や魚屋を狙ったヴィーガンによる攻撃が、主としてイギリス、スイス、フランスで報告されており、菜食主義者団体内でも強硬な主張を抱く組織による襲撃行為へ賛否が割れている。特にフランスでは、肉屋や魚屋に対して、窓ガラス破壊、店頭にスプレーで肉反対のスローガンの落書き、血液に似た液体による汚損などが起きるなど、急進的なヴィーガンによる肉屋襲撃や脅迫がより過激化してきている。フランス食肉専門店・食肉ハムソーセージ専門店・総菜店連盟（La Confédération française de la boucherie, boucherie-charcuterie, traiteur、CFBCT）は、一連の言動を「一種のテロ」と批判し、2018年6月に政府への精肉店の保護とテロ対策を求めた。ブシェリー・アボリシオン（仏語:肉屋廃止）と269ライフ・フランスは、同年9月22日にフランス全土で精肉店前デモを実施し、子豚の死骸を使った急進的な菜食主義者活動家の一人は、精肉店の窓ガラス破壊行為を非難せず、「いざとなったら刑務所に入る覚悟はできている」「われわれの活動で制限されているのは対人暴力のみだ」などと主張している。このように、家畜飼養や食肉処理など畜産業界や食肉業界で生計を立てているフランス人や伝統的に肉食を好むフランス人と、急進的完全菜食主義者（急進的ヴィーガン）」グループの人々の間で、衝突や対立しているケースがみられる。ポールバレリー・モンペリエ第3大学教授は、和解の可能性は「ない」と語っている。
2018年に食肉販売業者のクリスチャン・メドベ（Christian Medves）がイスラム過激派のテロで亡くなったことについて、「これっぽっちも同情しない。そこには正義があった」とSNSへ投稿したヴィーガンの女性活動家が、反テロ治安法による「テロリズム擁護の罪」で執行猶予付きの禁錮7ヶ月の判決を下された。
2019年には精肉店、鮮魚店、肉料理のあるレストランなどを相次ぎ夜間に襲撃したり、窓破壊、放火した罪で、ヴィーガンの活動家2人が逮捕された。同年4月8日に、禁錮1年4ヶ月と被害店への損害賠償を被告らに命じた有罪判決が下っている。被害を受けた店らが負った事業損失は数百万ユーロ規模と報道された。

### ヴィーガンに対する差別・攻撃
ヴィーガンによる様々な言動が問題視される一方で、ヴィーガンに対する反感を表明する者（ヴィーガフォビア）も出現してきており、その中にはヴィーガンに対して憎悪攻撃に走る者も少なからずいる。例えばイギリスでは「菜食主義者向けマーケットでリスを食べ続ける」という嫌がらせを行った男に罰金刑が処せられた。また、ヴィーガンであることを理由に突然解雇されたり、企業の採用候補から除外されたりなどの事件があった。
法律事務所CrosslandSolicitorsの調査によると、英国を拠点とする「1,000人を超える」ヴィーガン従業員のうち、3分の1近くが「職場で差別されている」と感じていることがわかっている。2018年、当時ウェイトローズフード誌の編集者だったウィリアムシットウェルは、「ヴィーガンを1人ずつ殺すシリーズ」を提案したほか、ブリストルの大学生は「雄牛の去勢を見て食肉処理場を訪れるか、落第するか」を選ばされたが、大学はヴィーガン協会の指摘により中止した。また、イギリスの食料品会社キャドバリーが2022年のキャンペーンで注目を集めたヴィーガン・チョコレートには、何千もの批判的な声が集まった。